# BMW 3 시리즈
BMW 3 시리즈(BMW 3 Series)는 1975년에 출시된 BMW의 준중형 승용차이다.

## 1세대(E21)

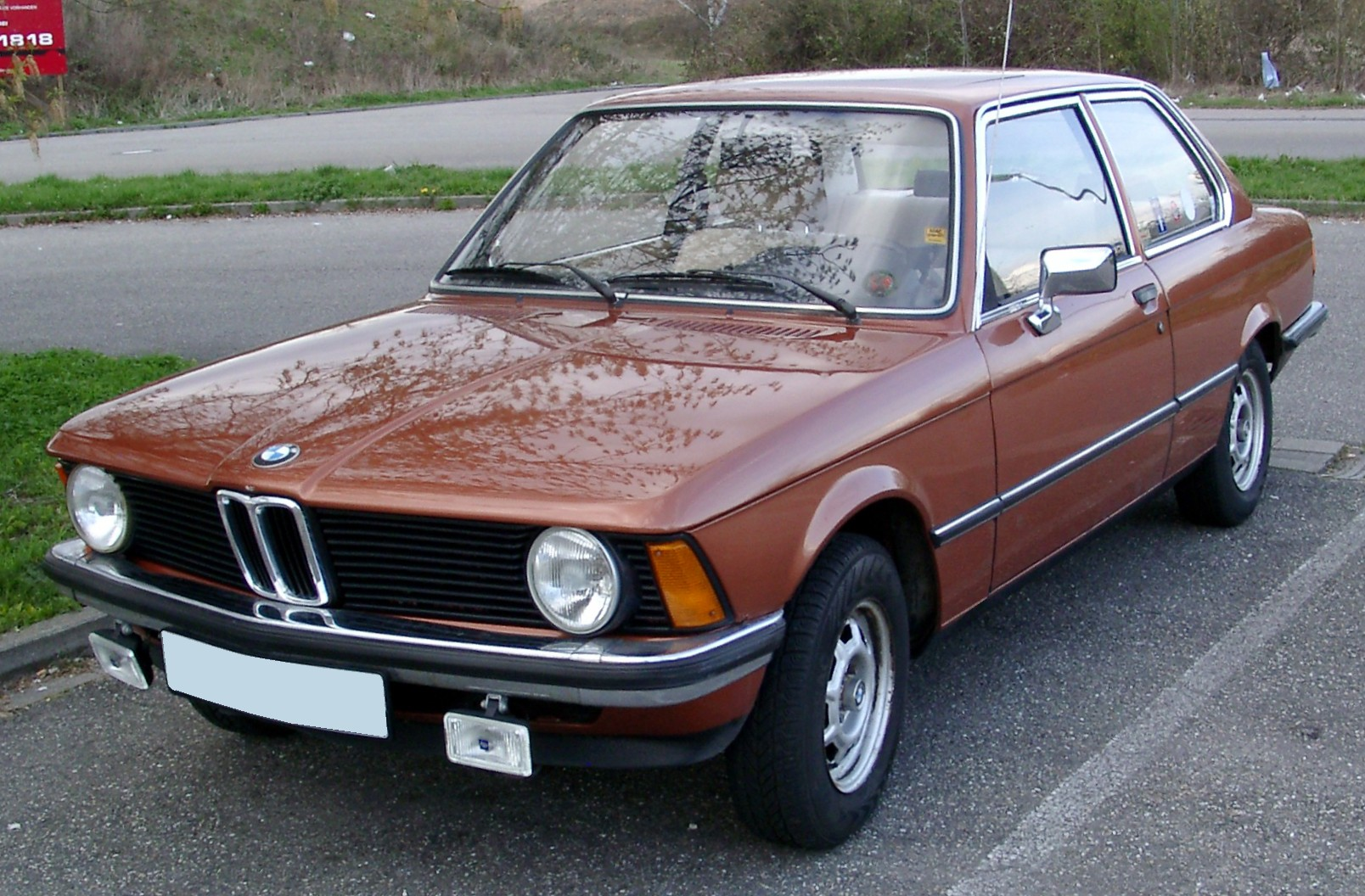
BMW 3 시리즈 쿠페(전기형) 정측면

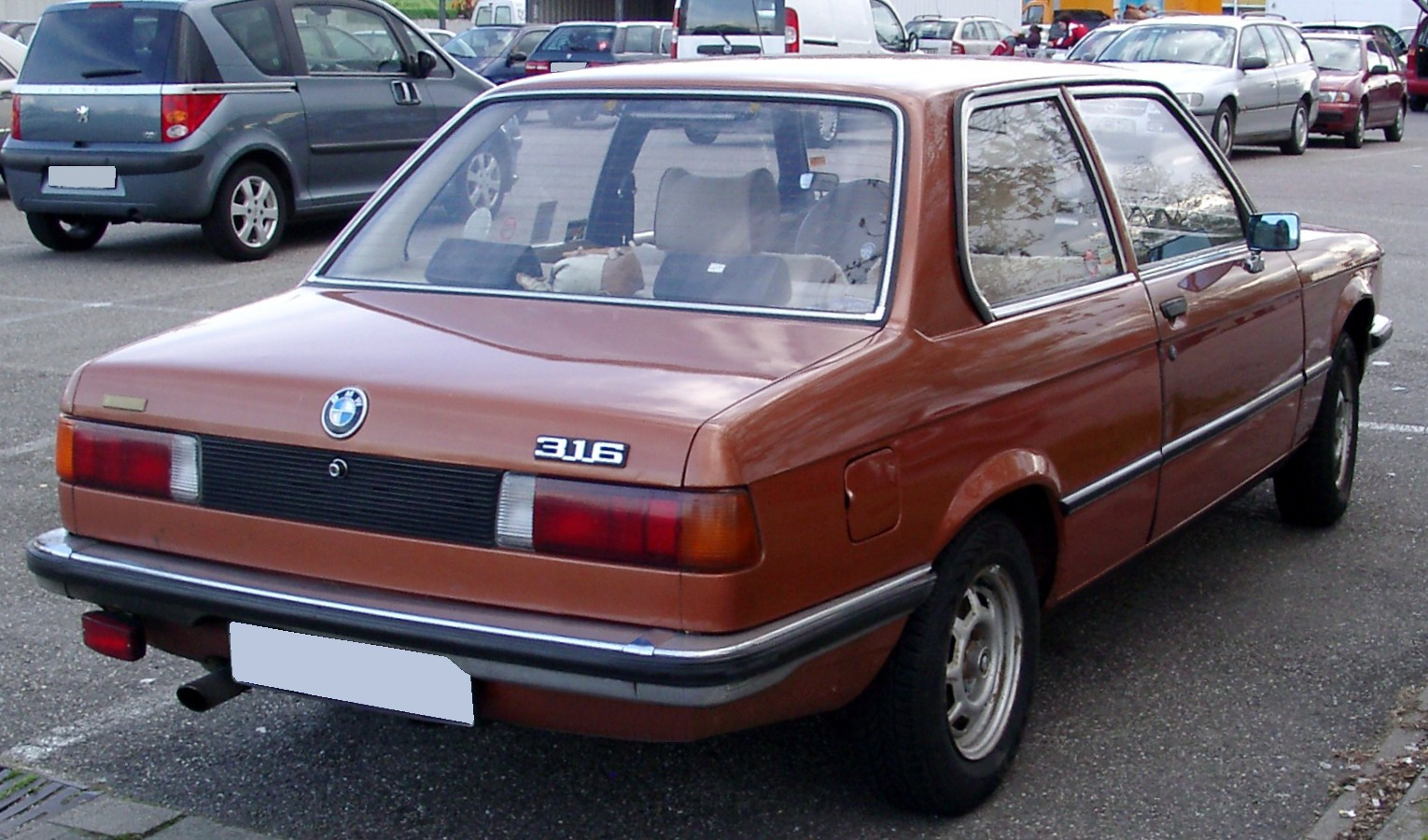
BMW 3 시리즈 쿠페(전기형) 후측면

외관은 물론 내부의 디자인과 마무리는 3 시리즈가 출시된 이후에, 스포츠 세단의 표준이 되어 디자인의 트렌드를 형성하기도 하였다. 특히 항공기 조종석을 연상시키게 하는 운전자를 둘러 싼 듯한 디자인은 BMW가 그 시조이며, 이후 내부 디자인에 커다란 영향을 미쳤다. 서스펜션은 전륜이 맥퍼슨 스트럿을, 후륜이 세미 트레링 암을 사용하였다.

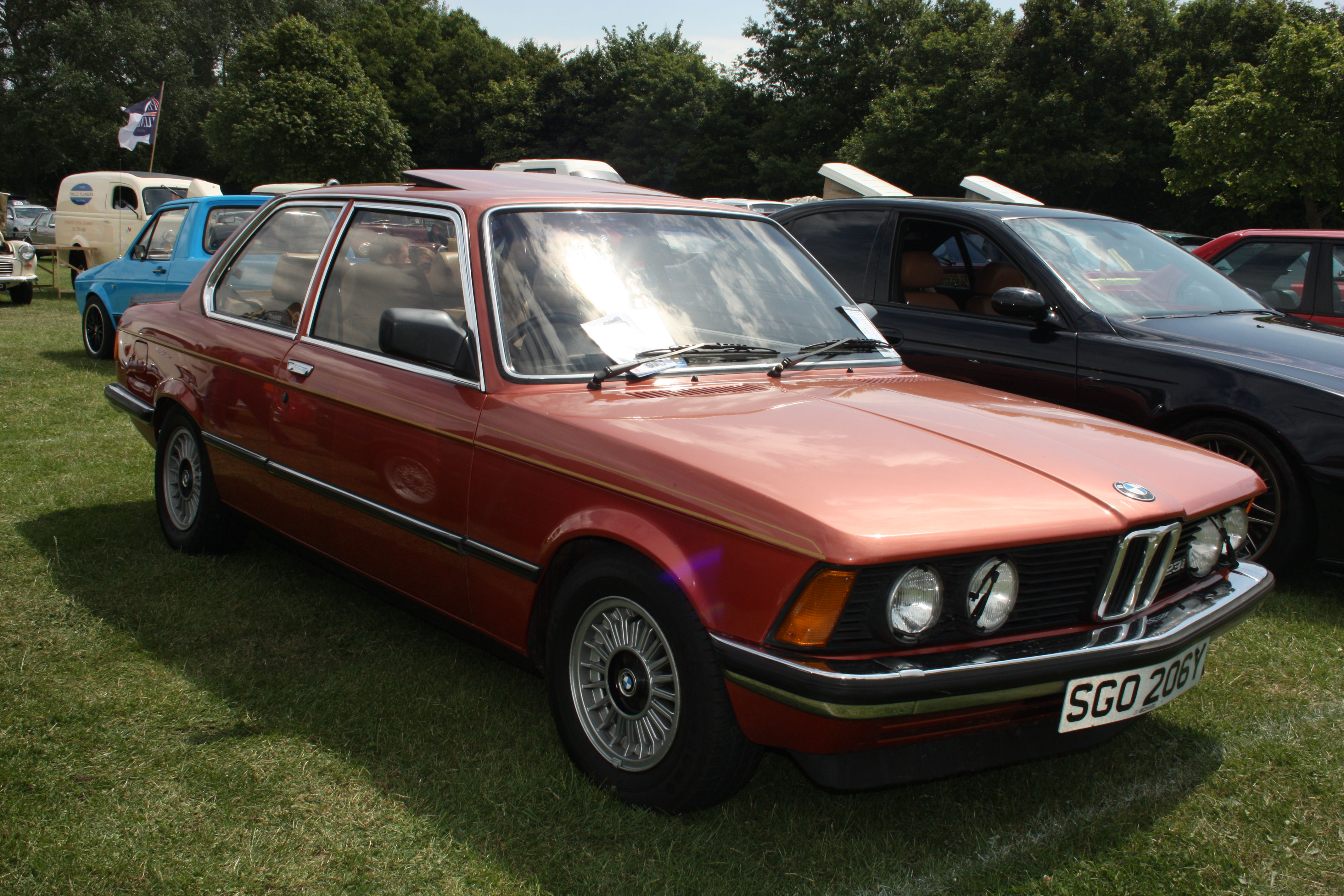
BMW 3 시리즈(후기형) 쿠페 정측면
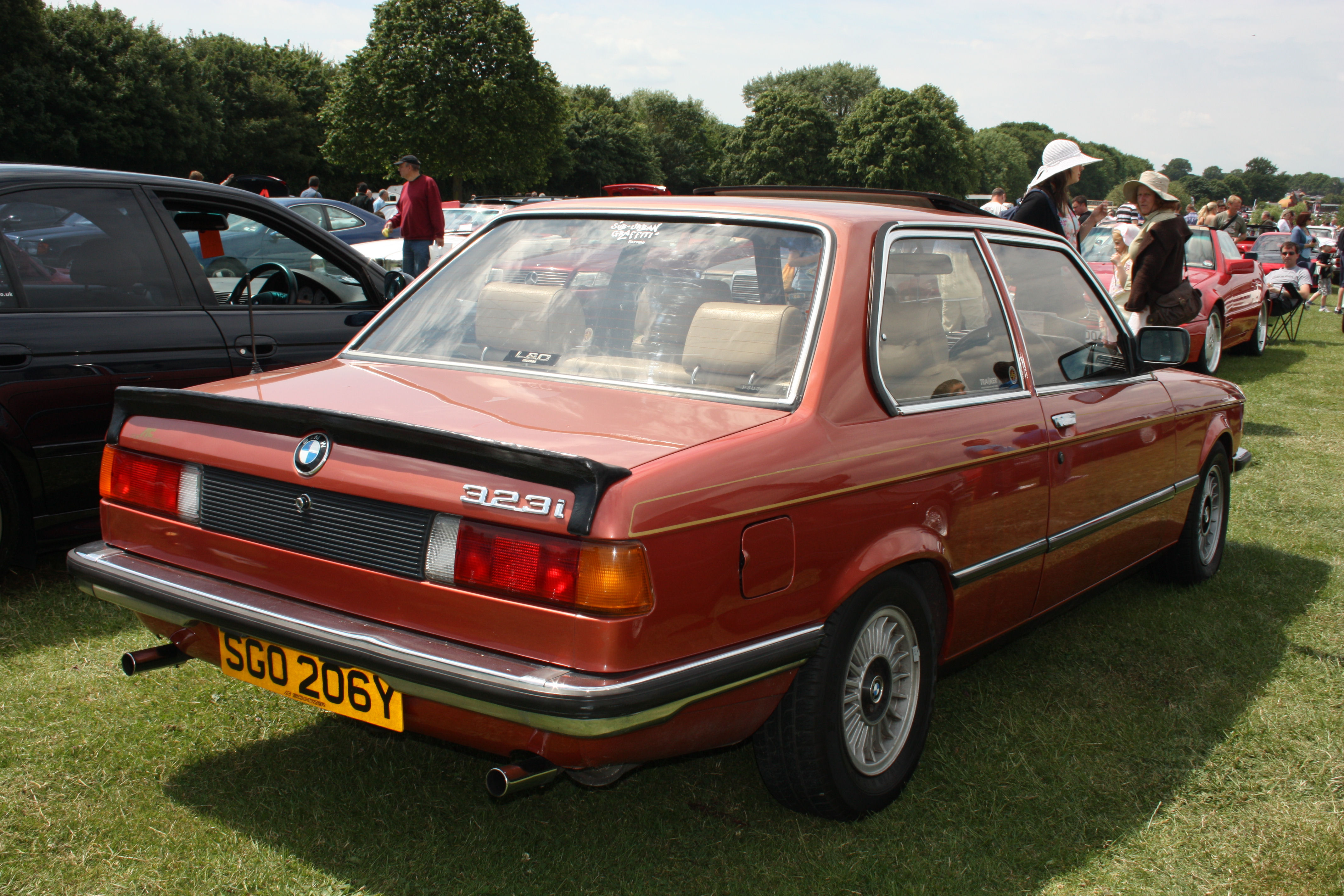
BMW 3 시리즈(후기형) 쿠페 후측면

## 2세대(E30)

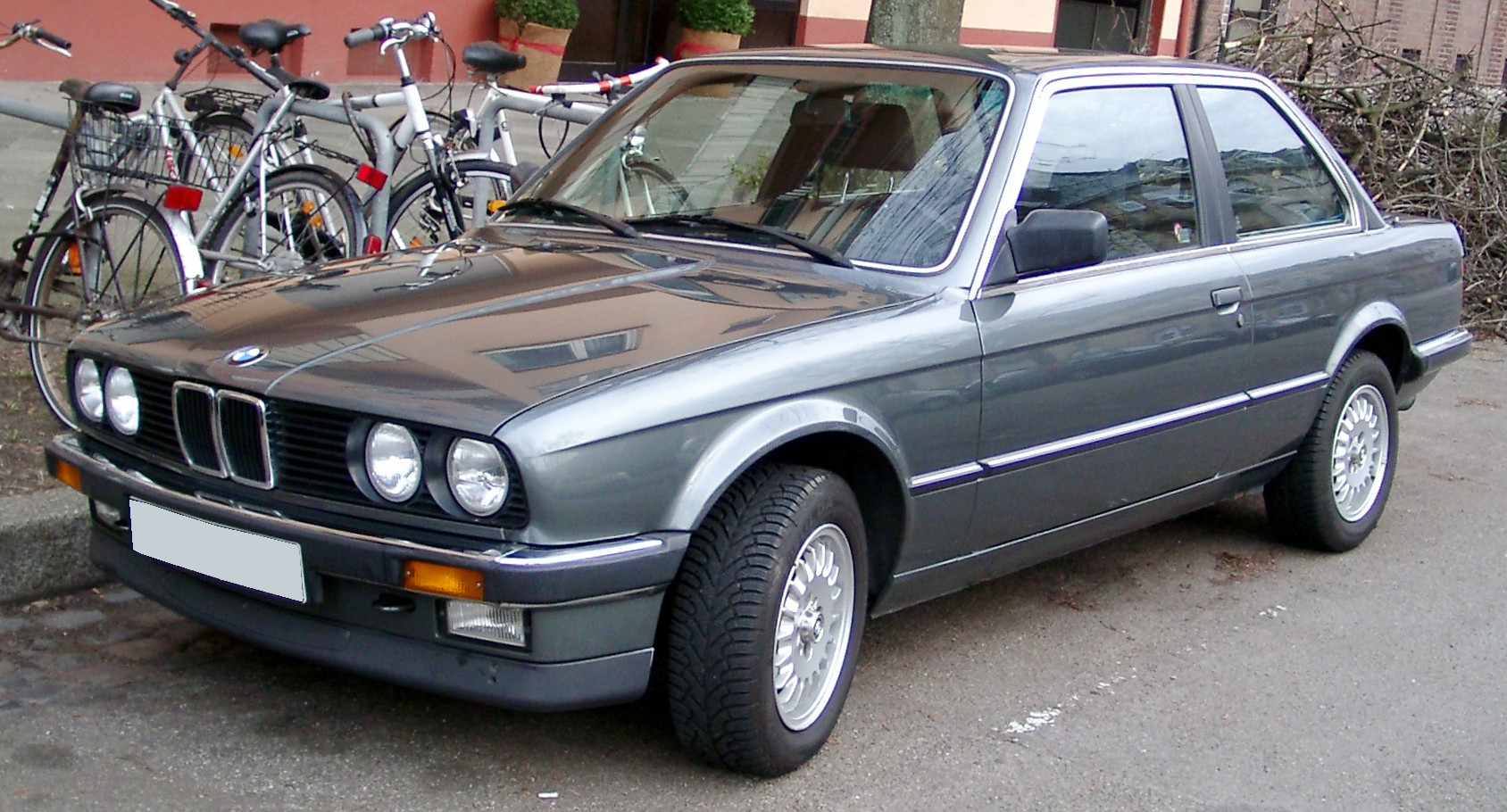
BMW 3 시리즈 쿠페(전기형) 정측면

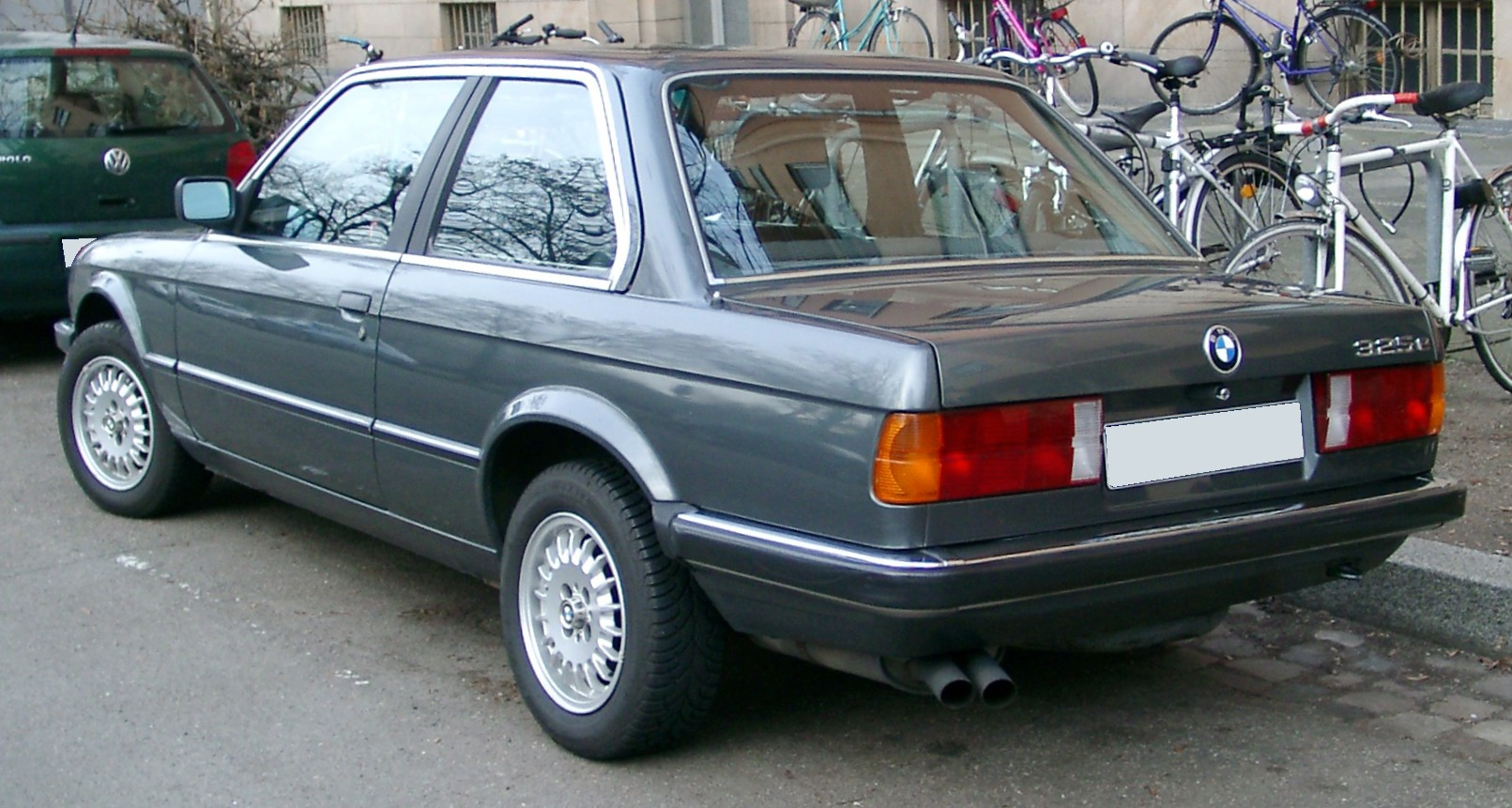
BMW 3 시리즈 쿠페(전기형) 후측면

1981년에 출시되었으며, 대한민국에는 1988년 2세대부터 들어왔다. 1세대에 비하여 좀 더 둥근 차체를 가졌다. 1세대는 등급에 따라 헤드 램프가 2등식과 4등식 등으로 나뉘었지만, 2세대는 4등식으로 통일되었다. 출시 1년 후에는 세단이 더해졌다. 3세대가 1990년에 출시되었으나, 카브리올레는 1993년, 투어링은 1994년까지 판매되었다.

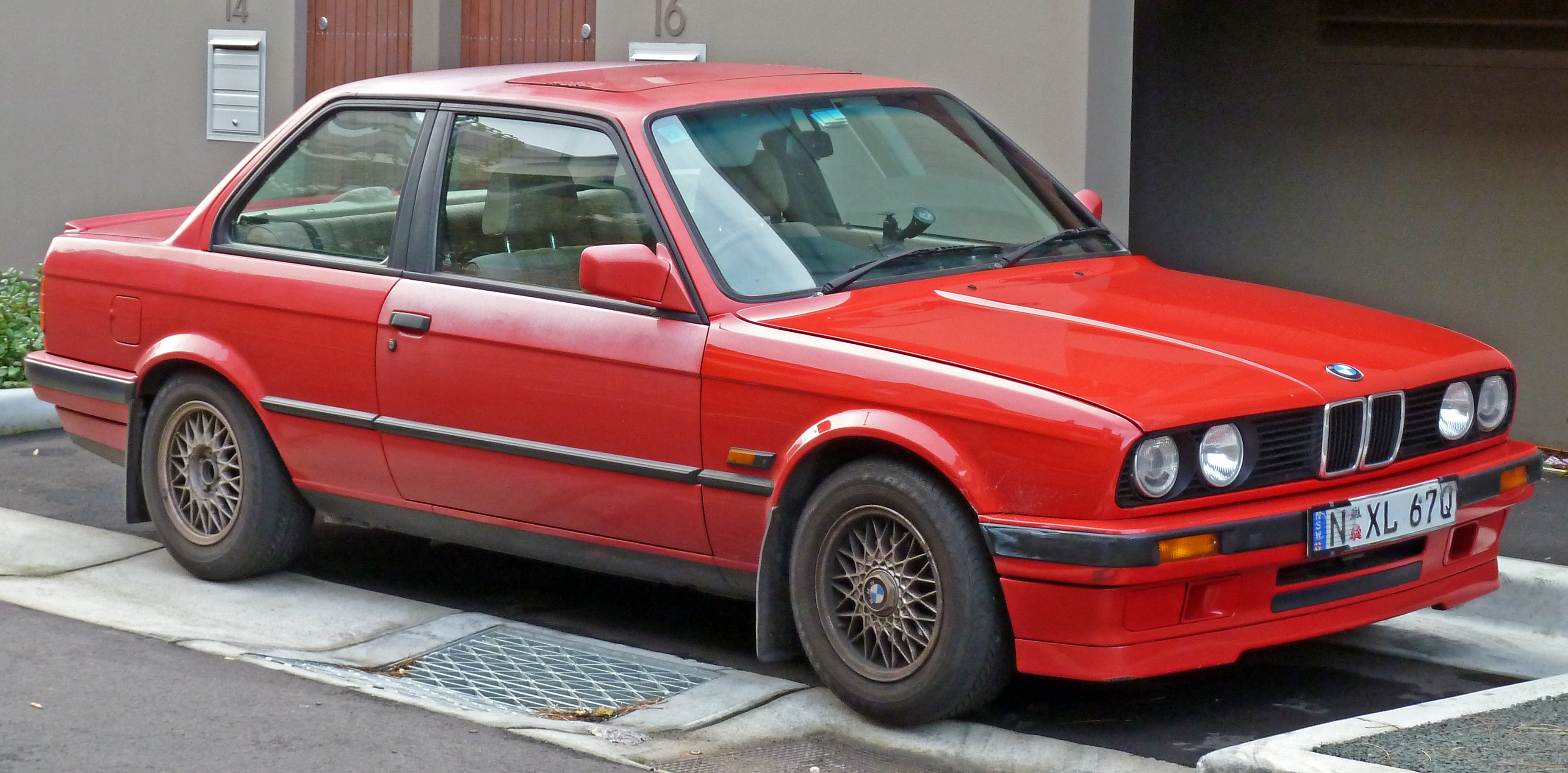
BMW 3 시리즈 쿠페(후기형) 정측면
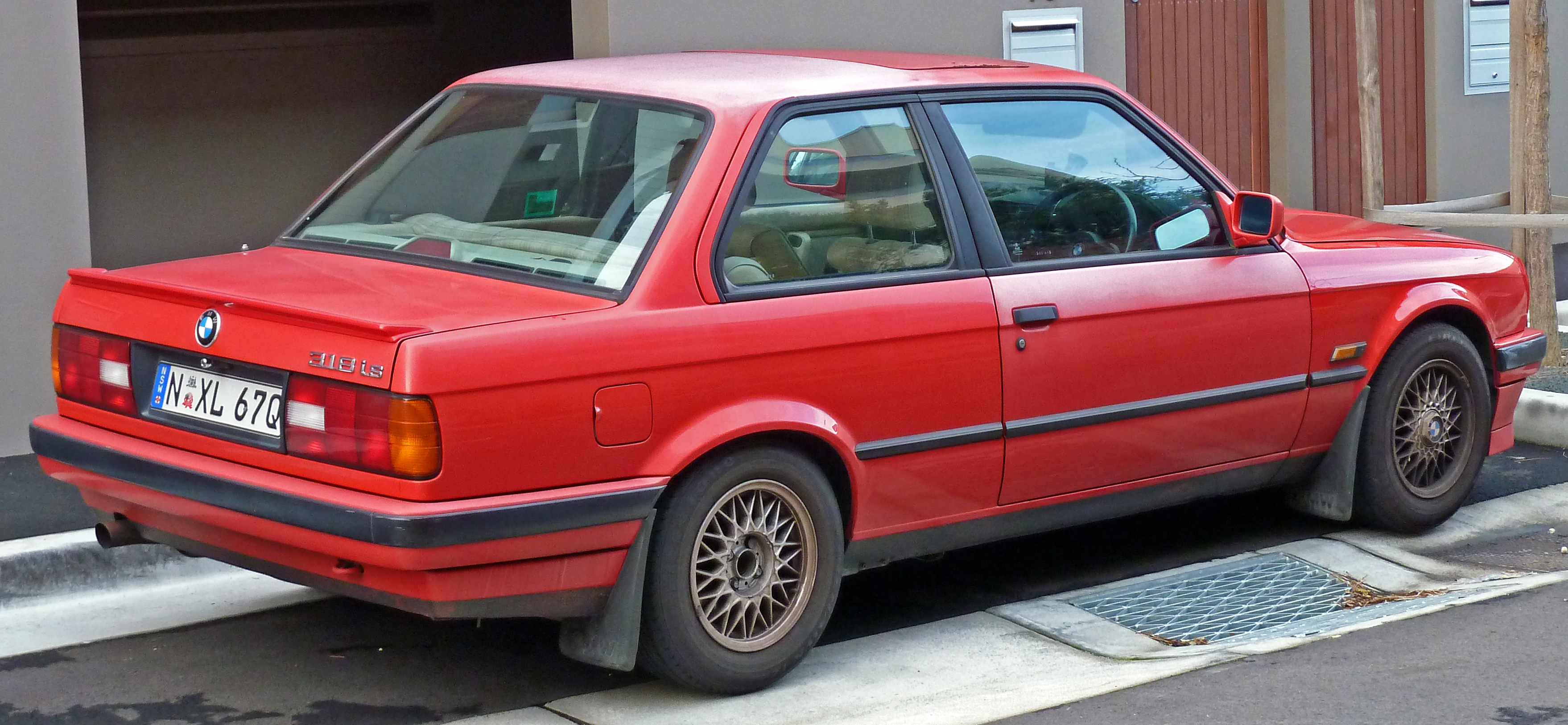
BMW 3 시리즈 쿠페(후기형) 후측면
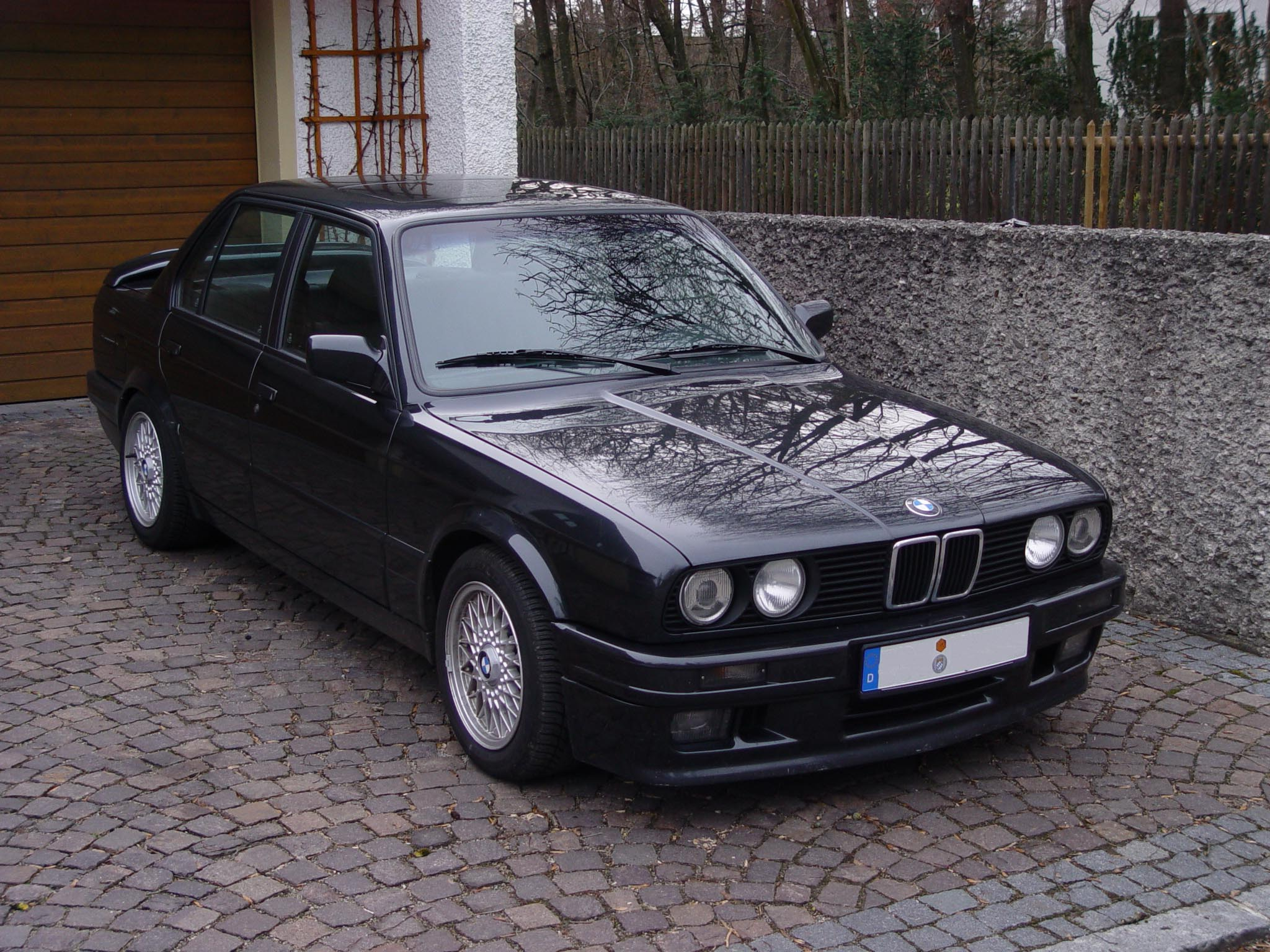
BMW 3 시리즈 세단 정측면
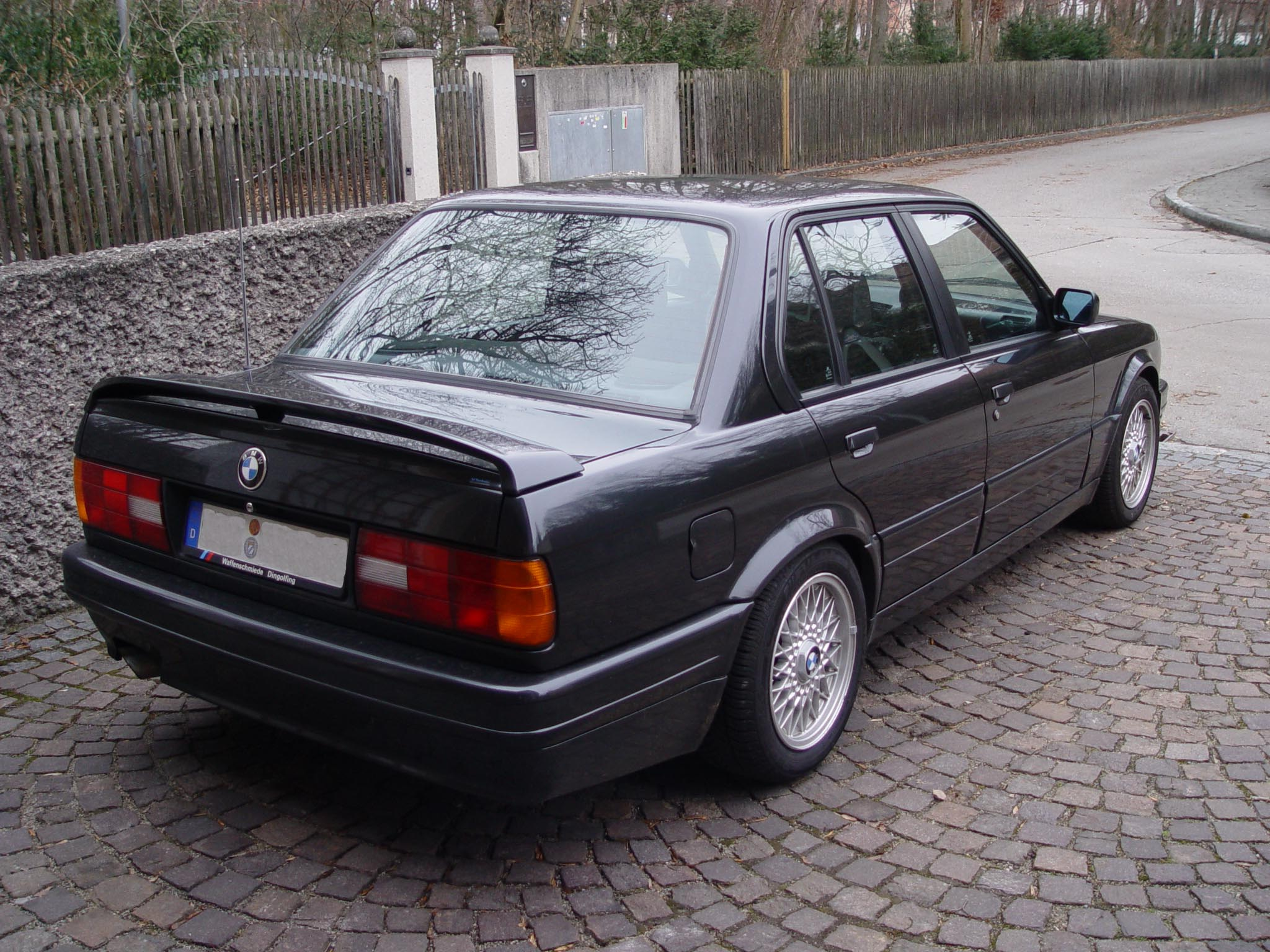
BMW 3 시리즈 세단 후측면
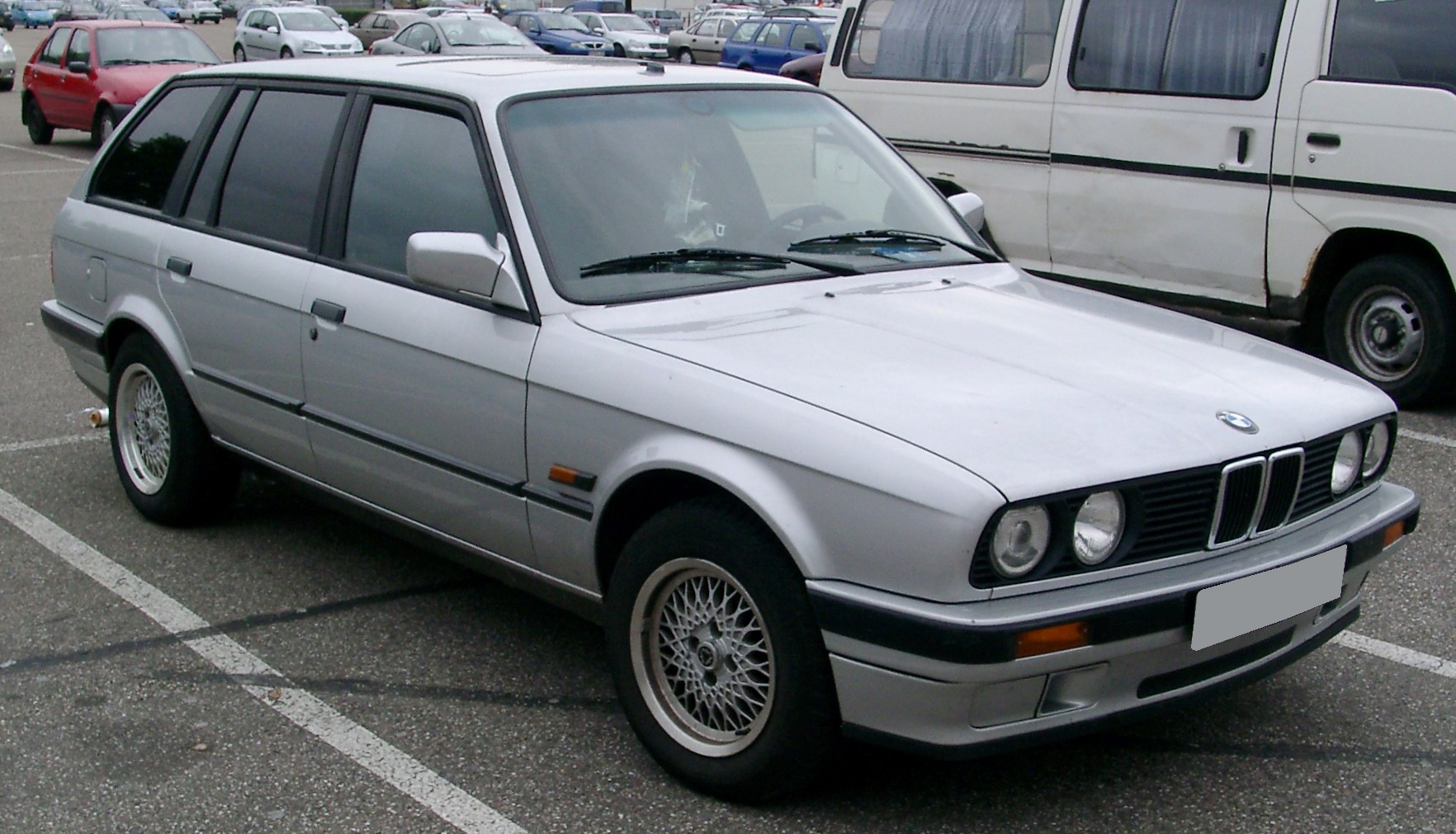
BMW 3 시리즈 투어링 정측면
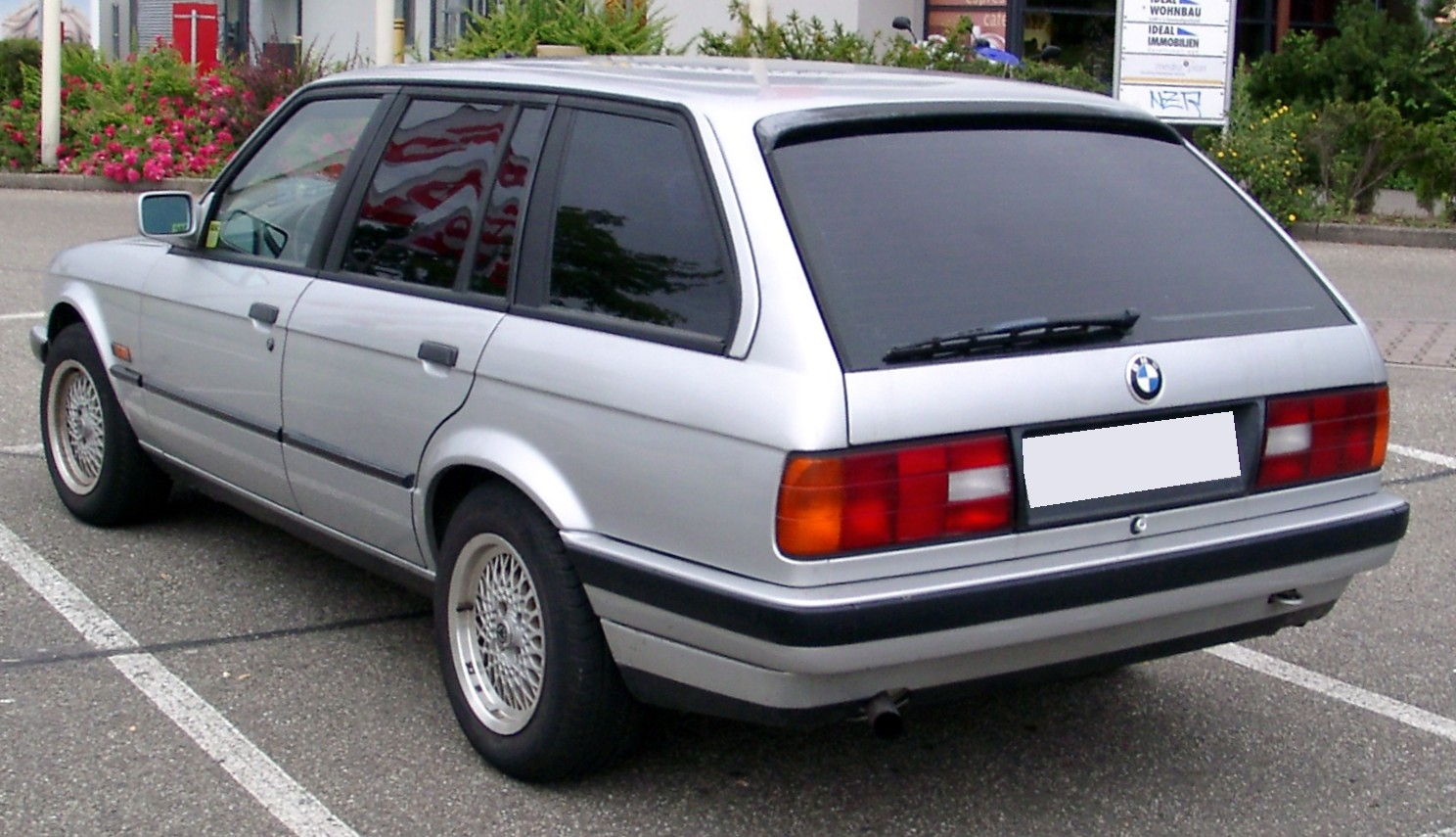
BMW 3 시리즈 투어링 후측면
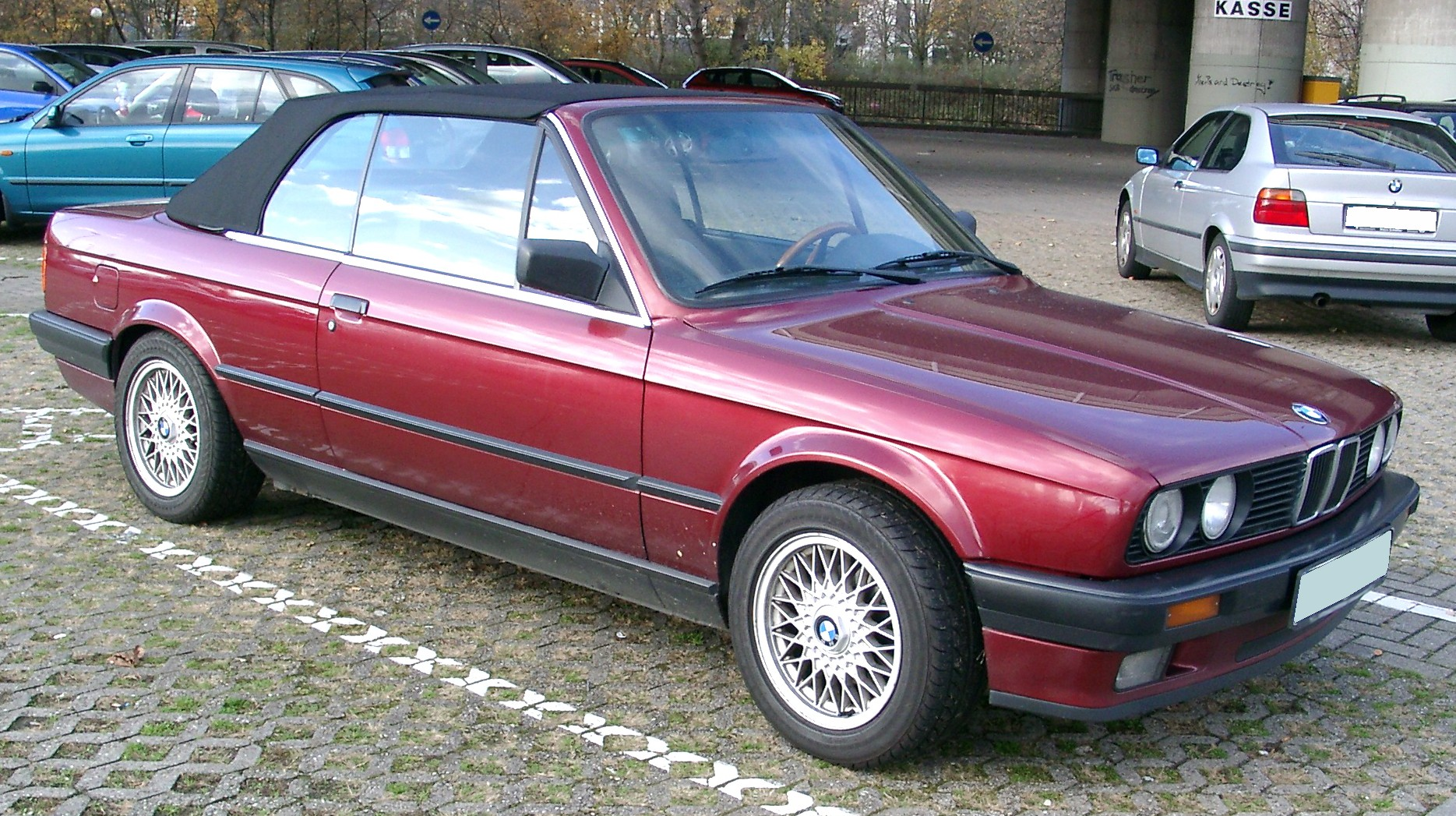
BMW 3 시리즈 카브리올레 정측면
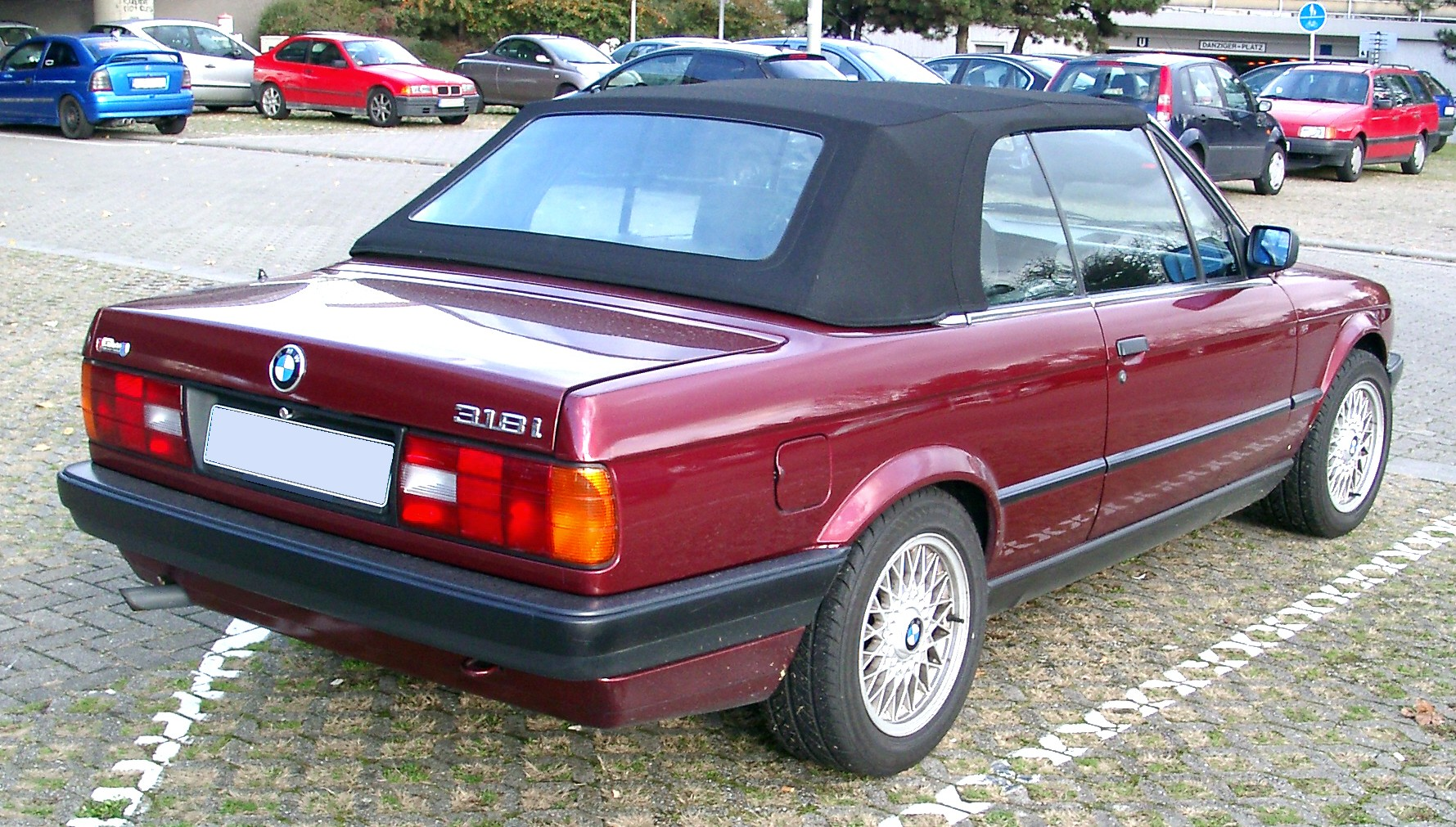
BMW 3 시리즈 카브리올레 후측면

## 3세대(E36)

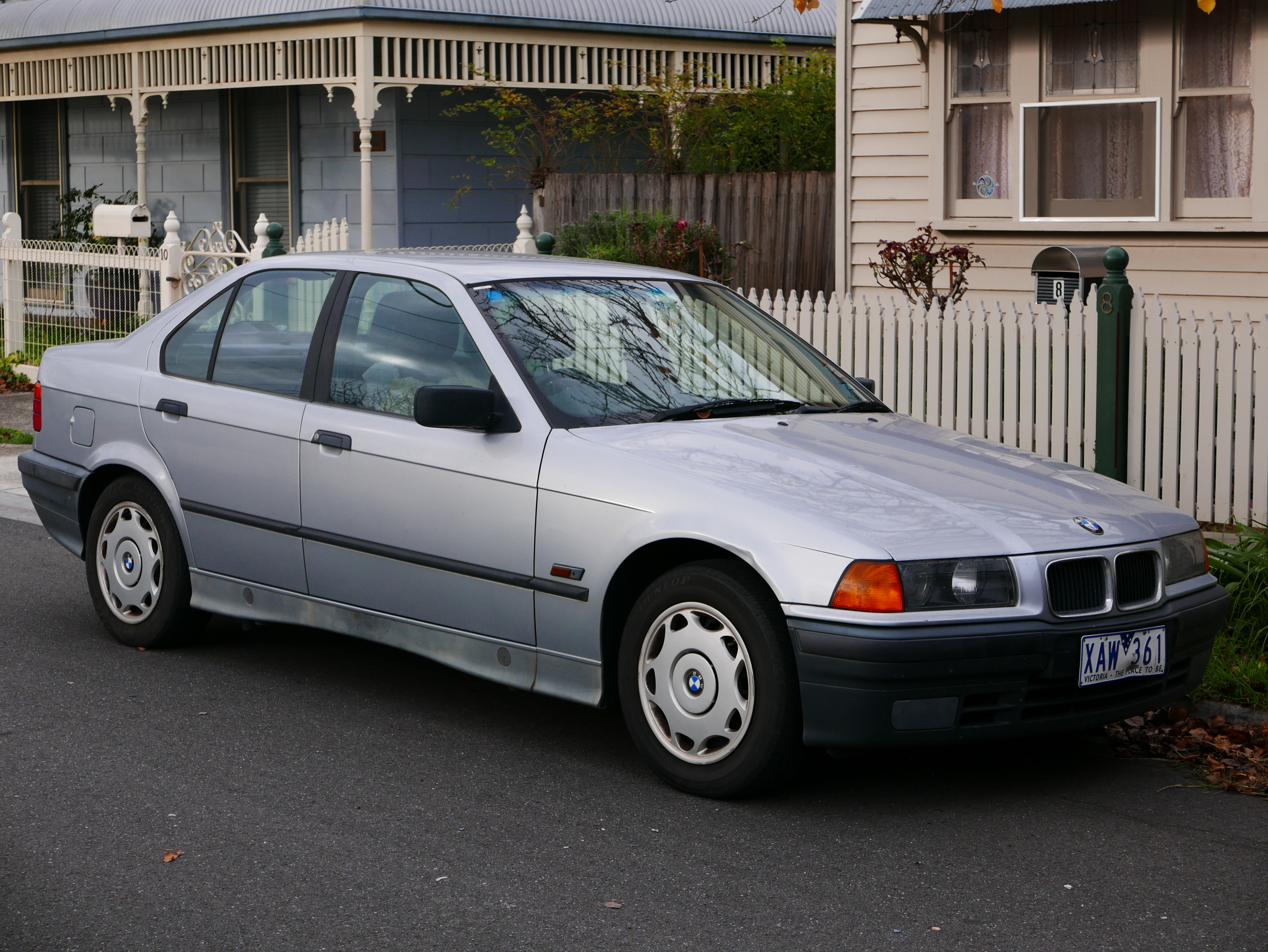
BMW 3 시리즈 세단(전기형) 정측면

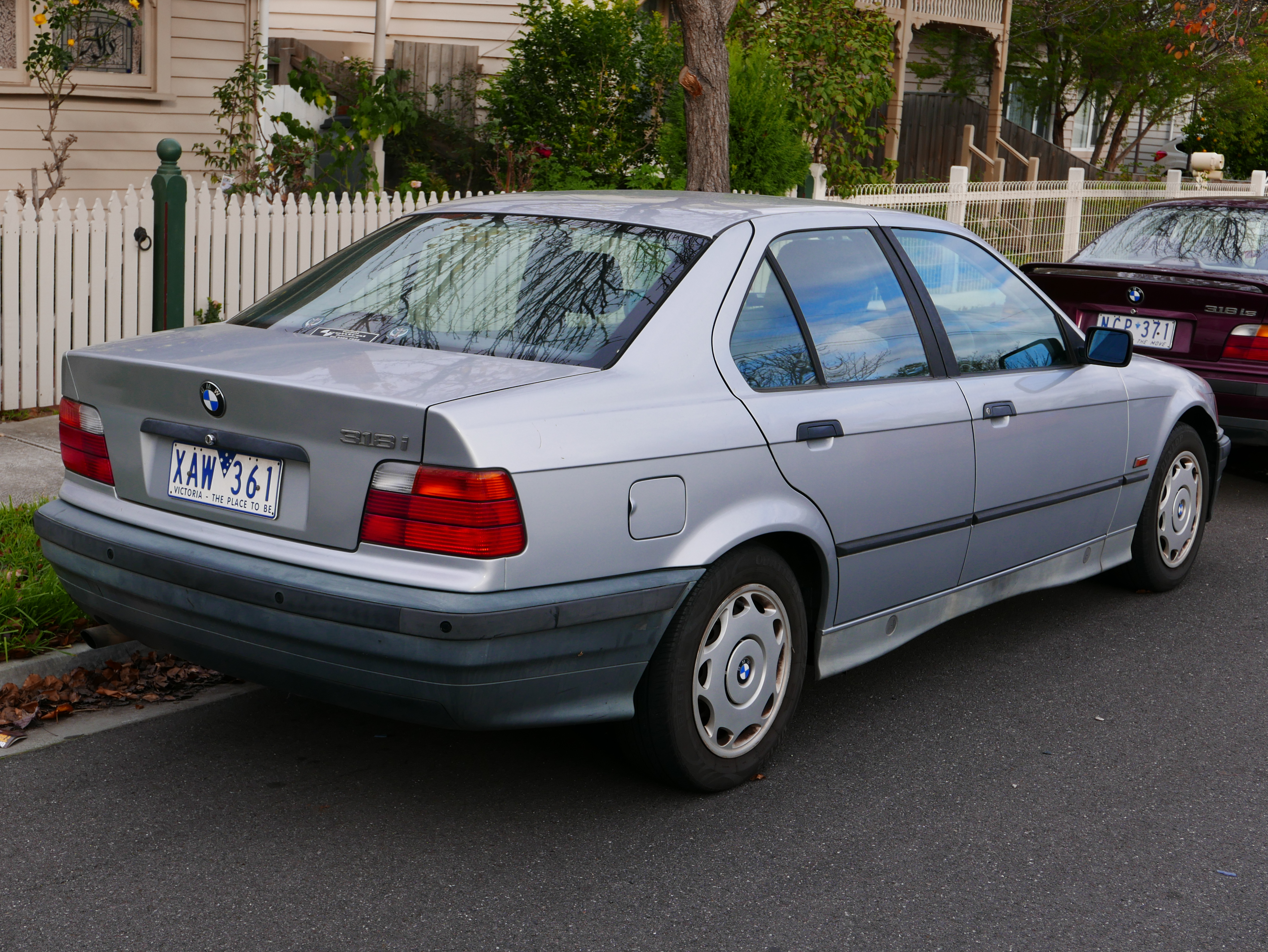
BMW 3 시리즈 세단(전기형) 후측면

1990년에 출시되었다. 2세대에서 3세대로의 디자인 변화는 1세대에서 2세대로의 디자인 변화에 비하며 매우 큰 폭으로 이루어졌다. 풀 도어가 적용되었고, 차체는 매끄러운 면에 스포티한 느낌이 더해졌다. 생산 기간 중 엔진이 변경되는 점 등으로 인해 다양한 트림이 있었다. 컴팩트라고 하는 3도어 해치백도 3세대에서 처음 선보였다. 1994년에 페이스 리프트를 거쳤다.

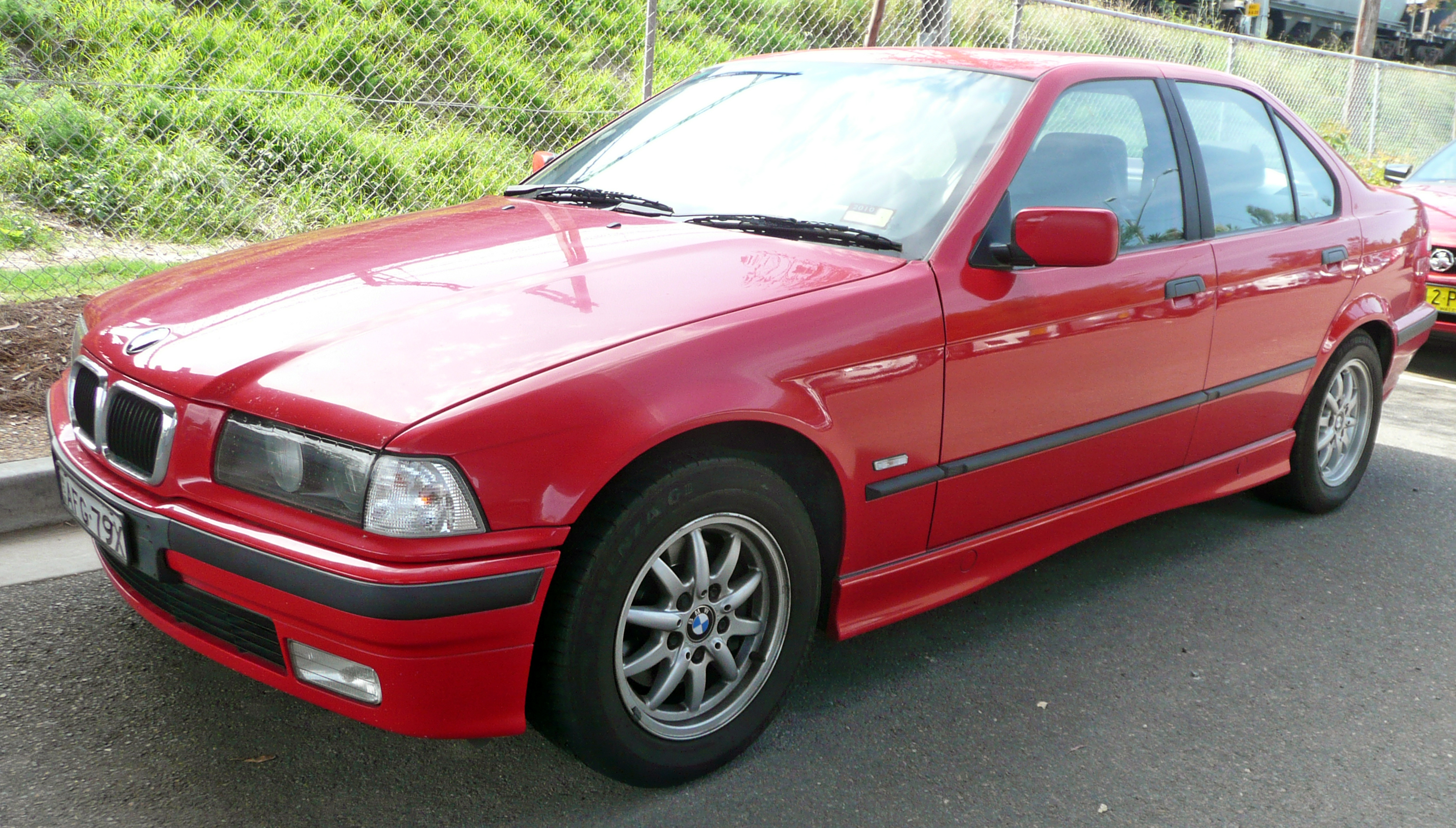
BMW 3 시리즈 세단(후기형) 정측면
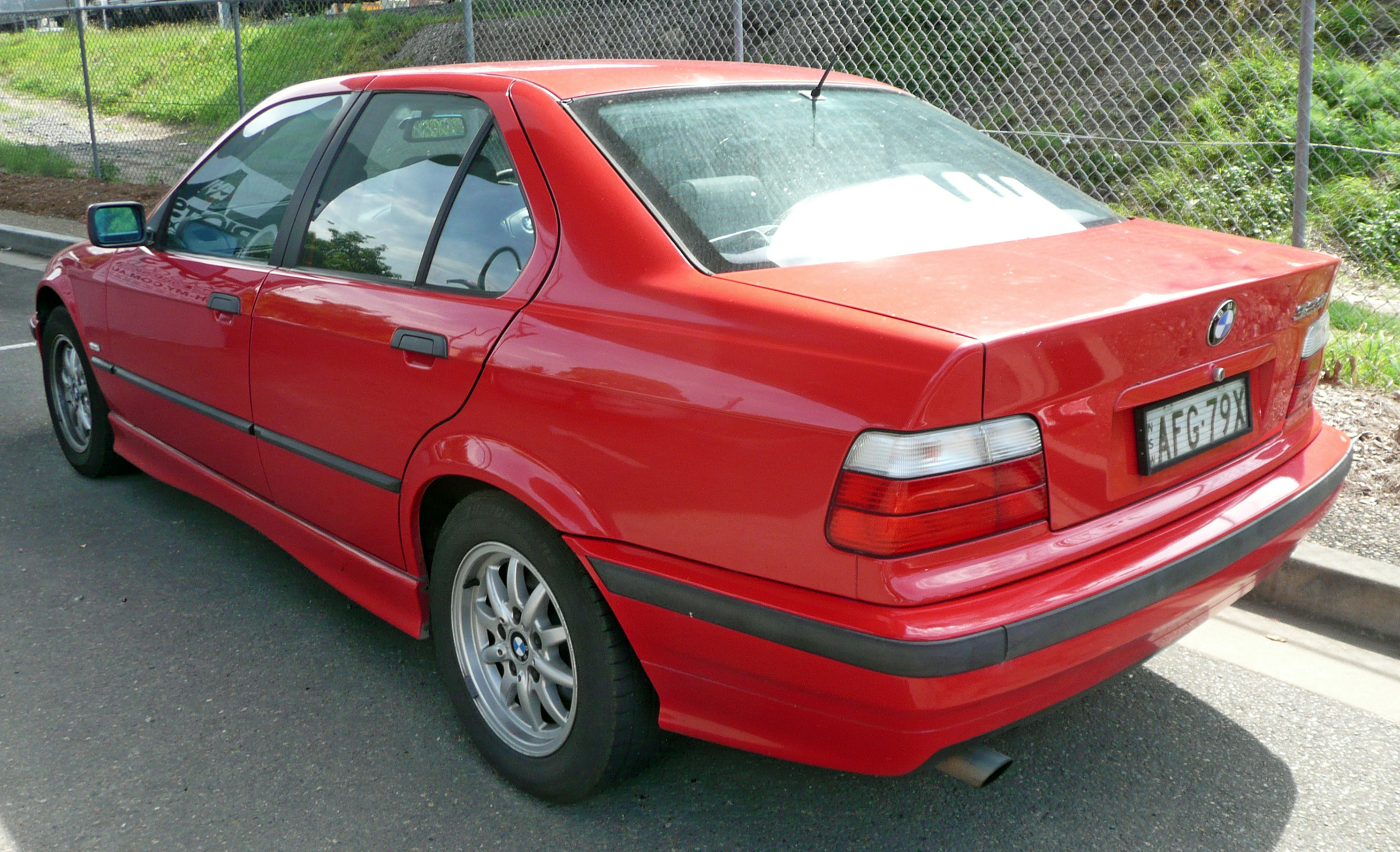
BMW 3 시리즈 세단(후기형) 후측면
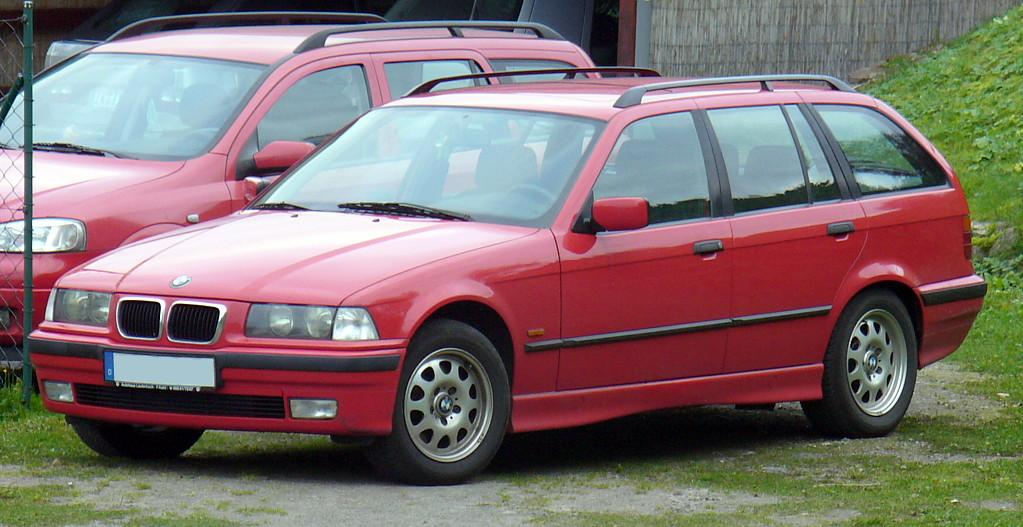
BMW 3 시리즈 투어링 정측면
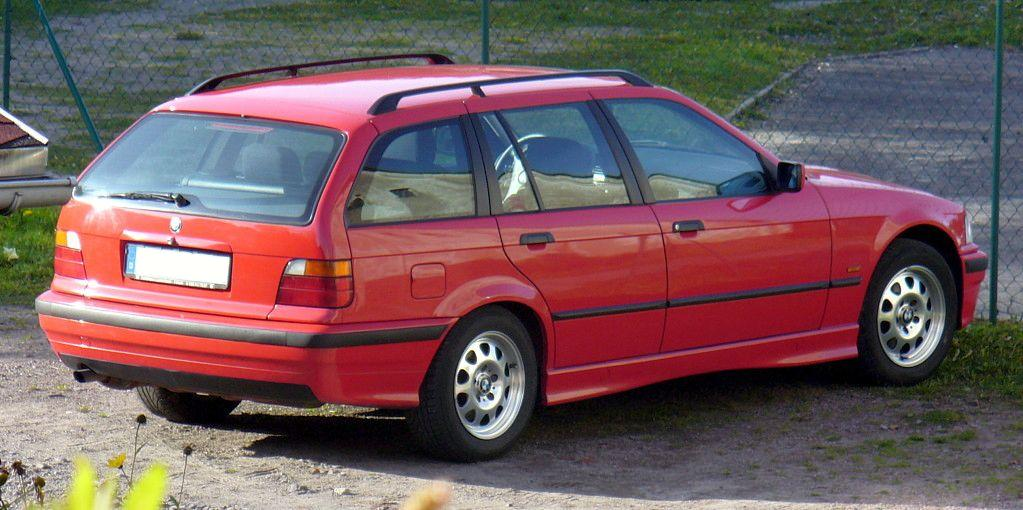
BMW 3 시리즈 투어링 후측면
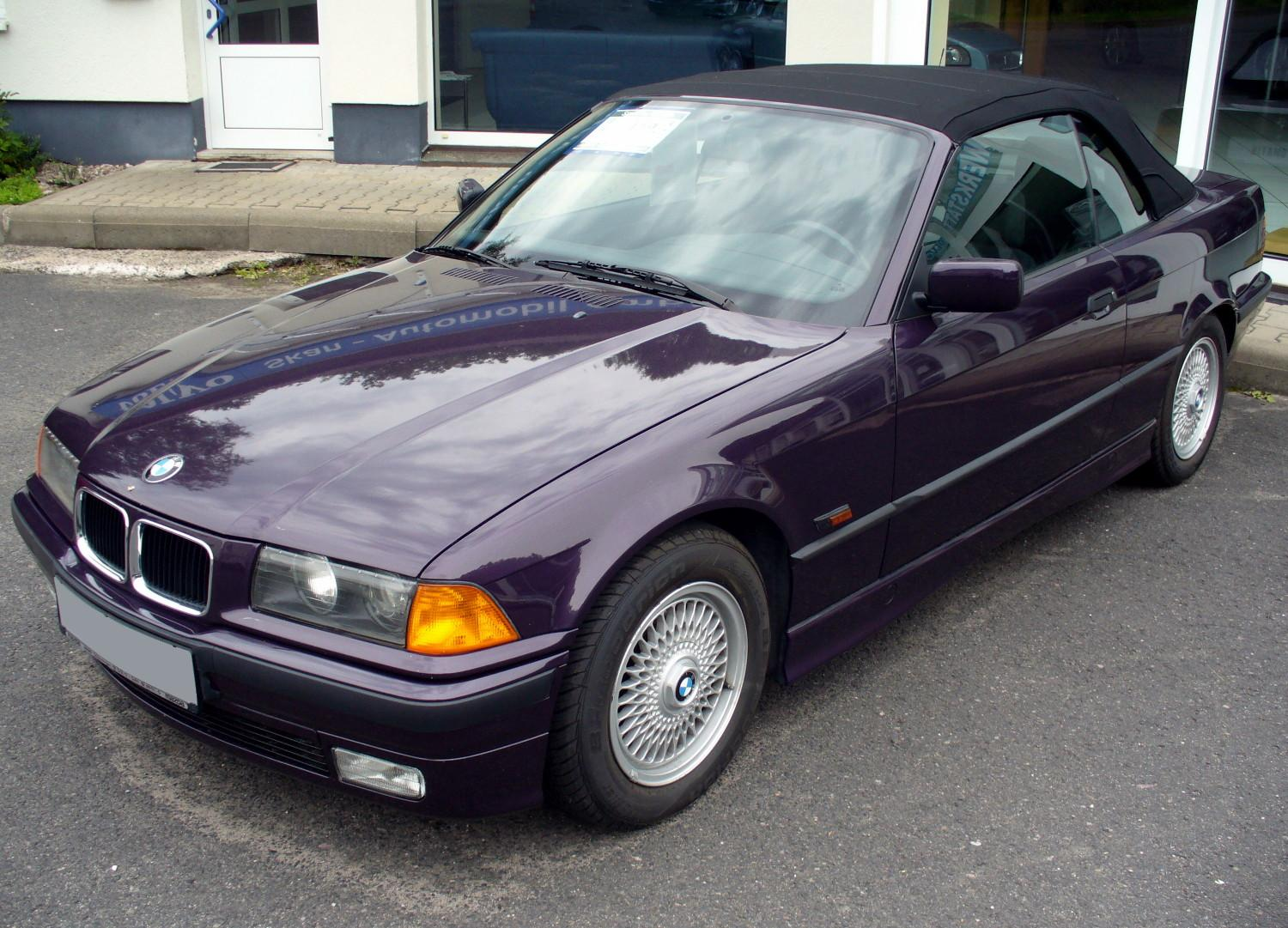
BMW 3 시리즈 카브리올레(전기형) 정측면
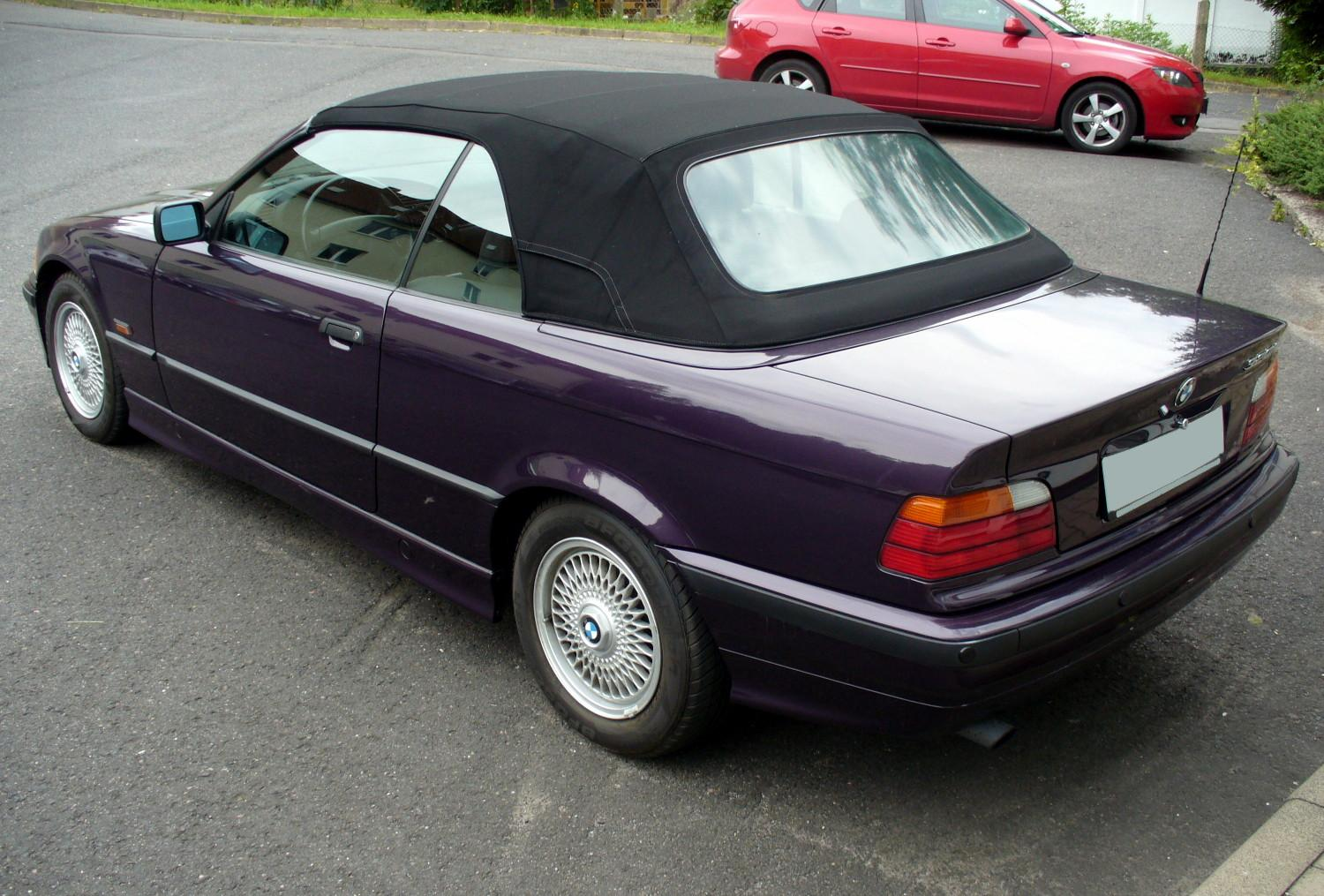
BMW 3 시리즈 카브리올레(전기형) 후측면
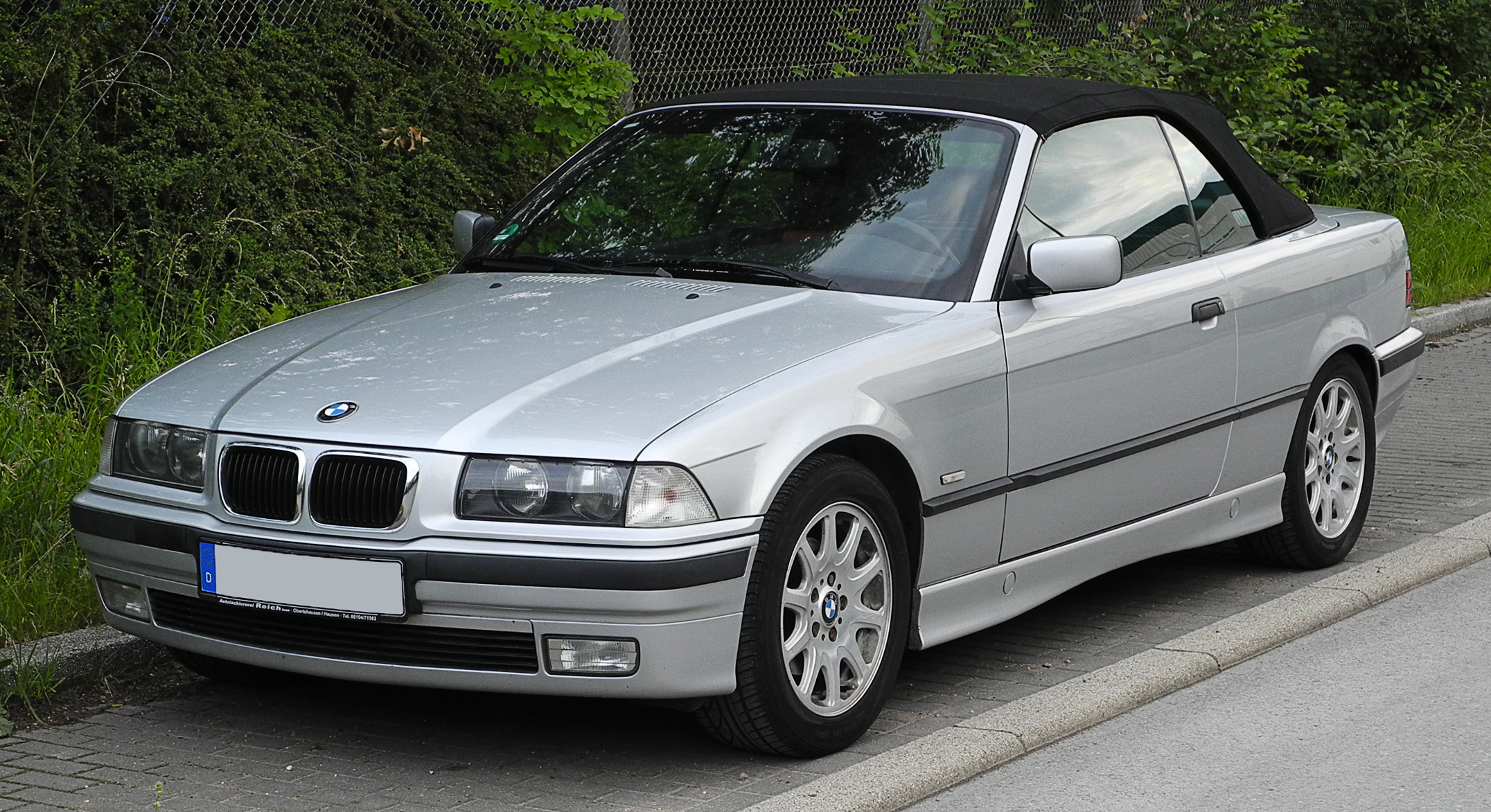
BMW 3 시리즈 카브리올레(후기형) 정측면
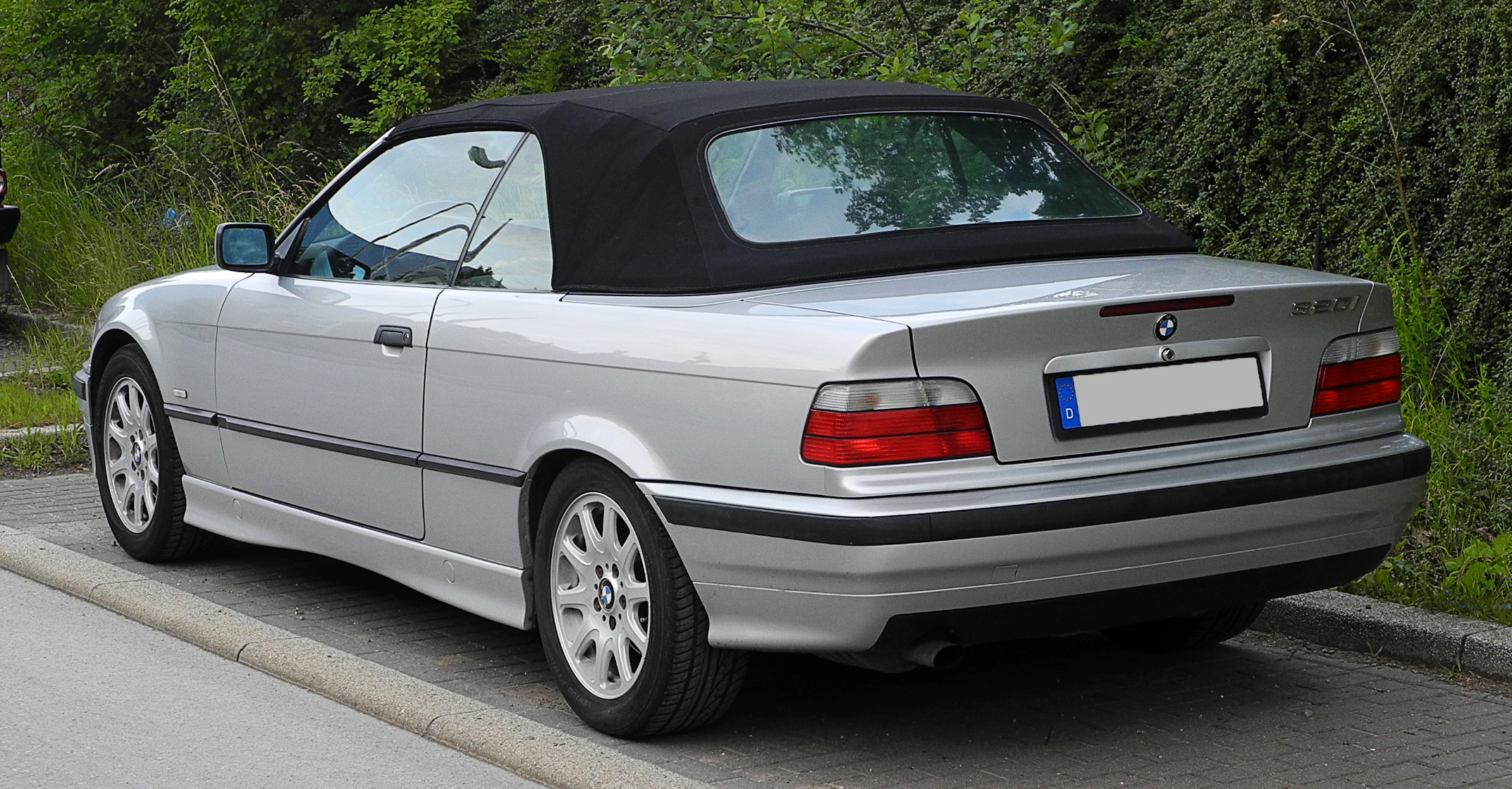
BMW 3 시리즈 카브리올레(후기형) 후측면
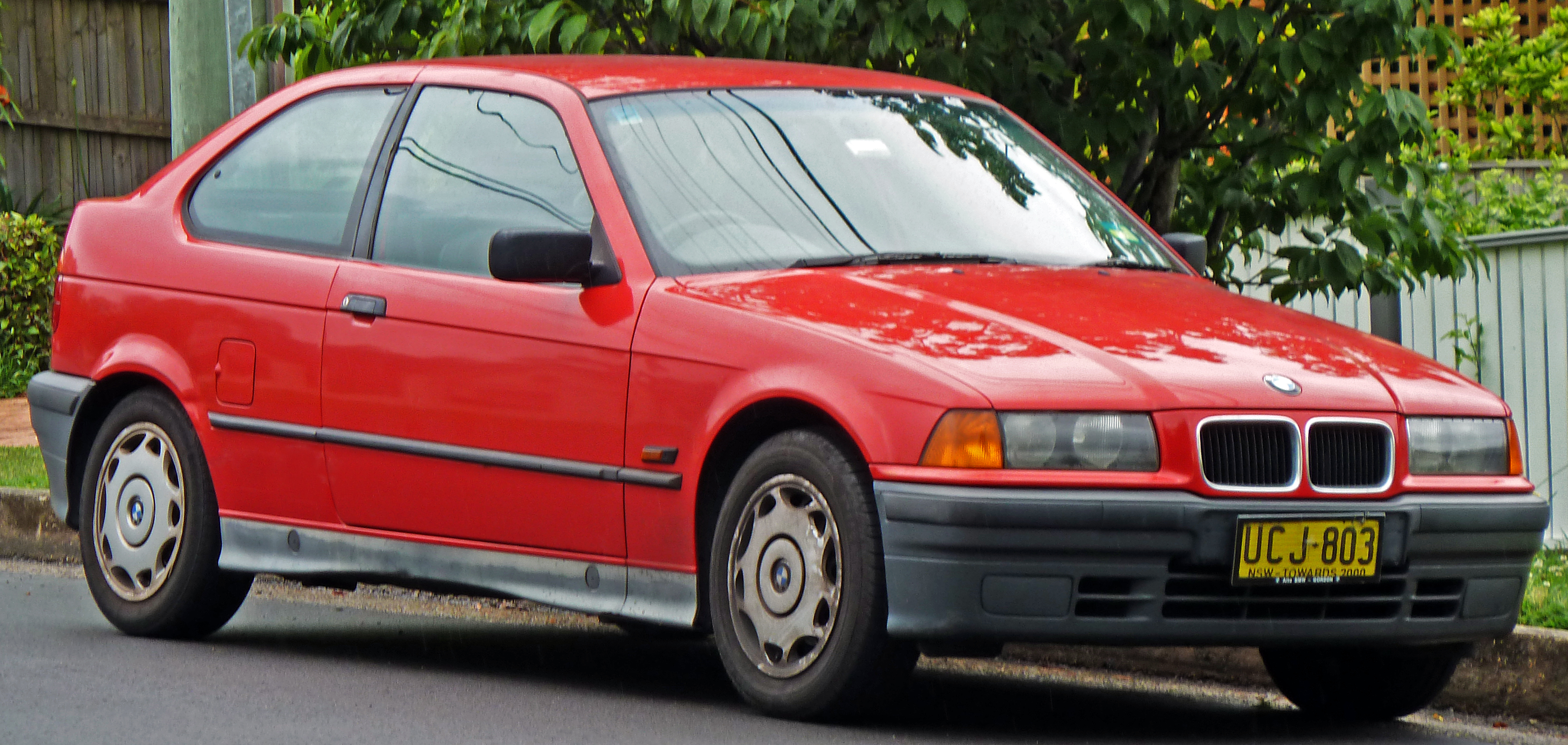
BMW 3 시리즈 컴팩트(전기형) 정측면
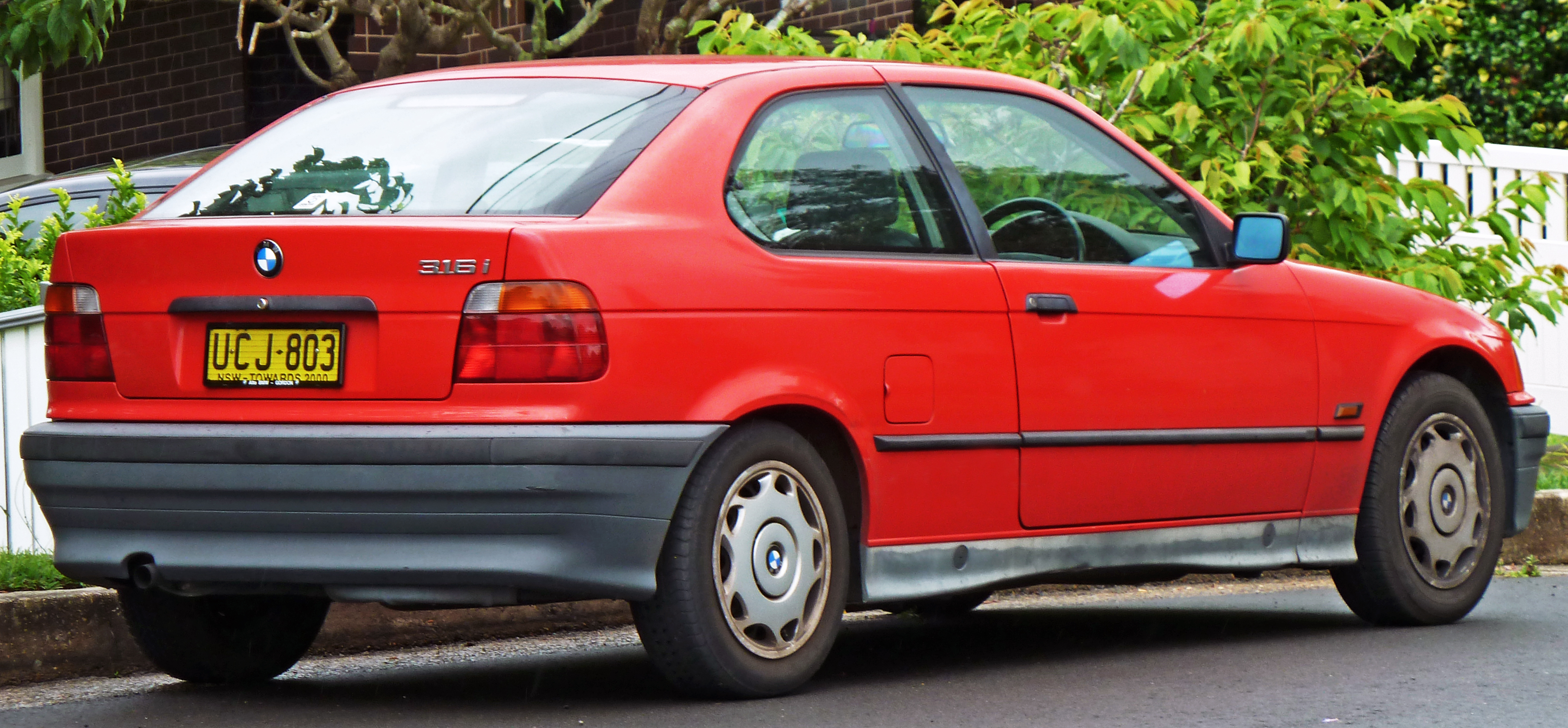
BMW 3 시리즈 컴팩트(전기형) 후측면
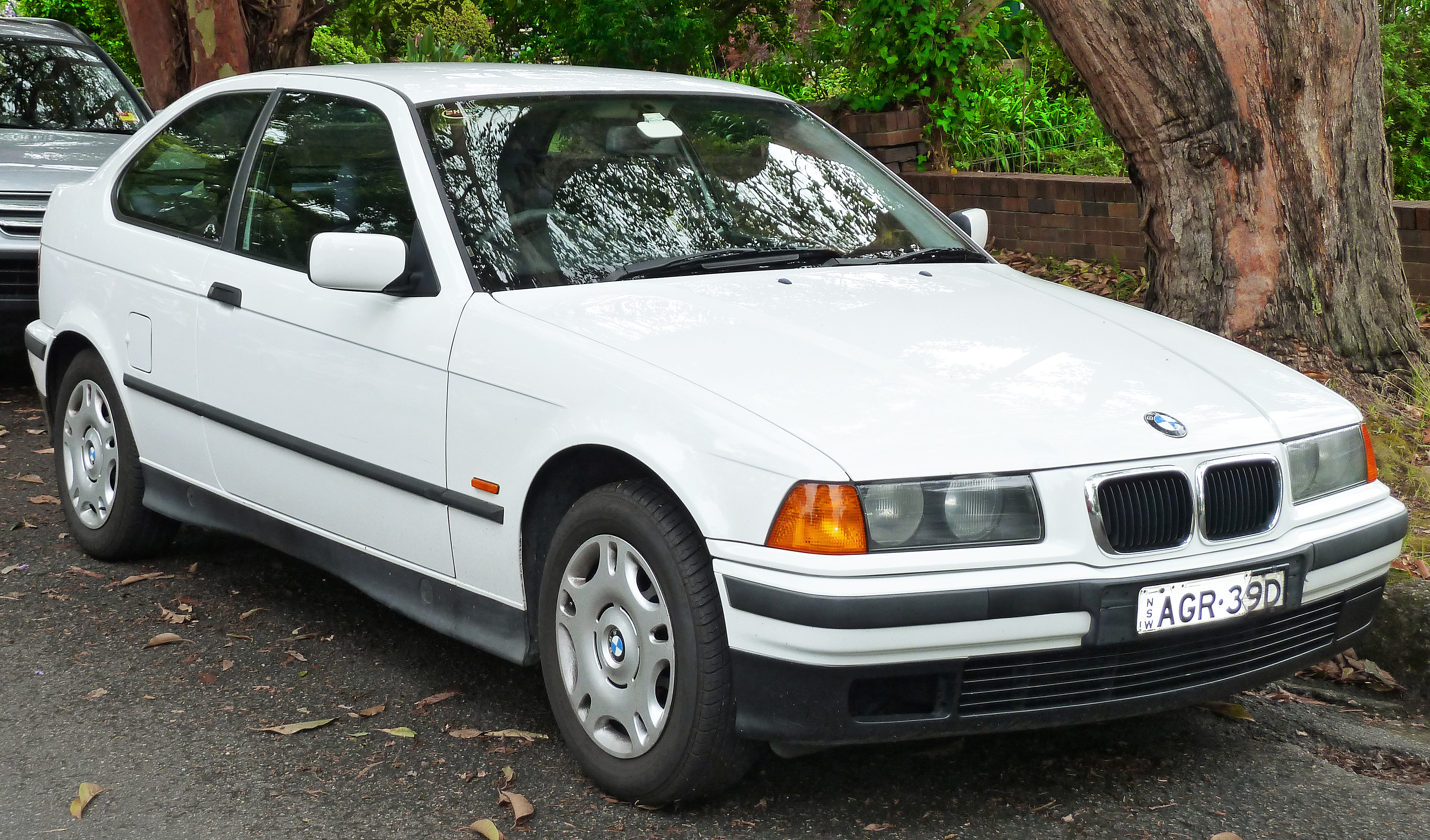
BMW 3 시리즈 컴팩트(후기형) 정측면
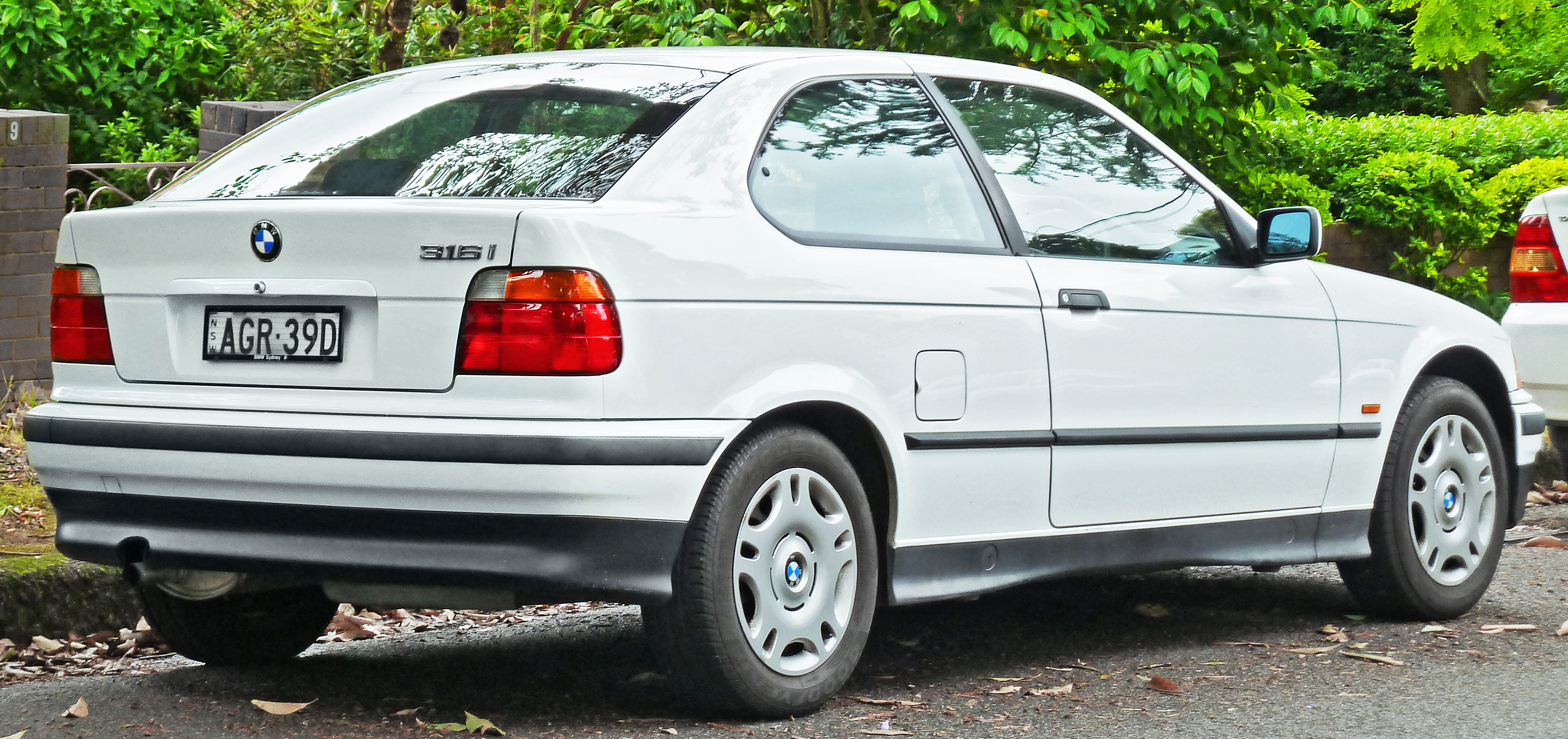
BMW 3 시리즈 컴팩트(후기형) 후측면

## 4세대(E46)

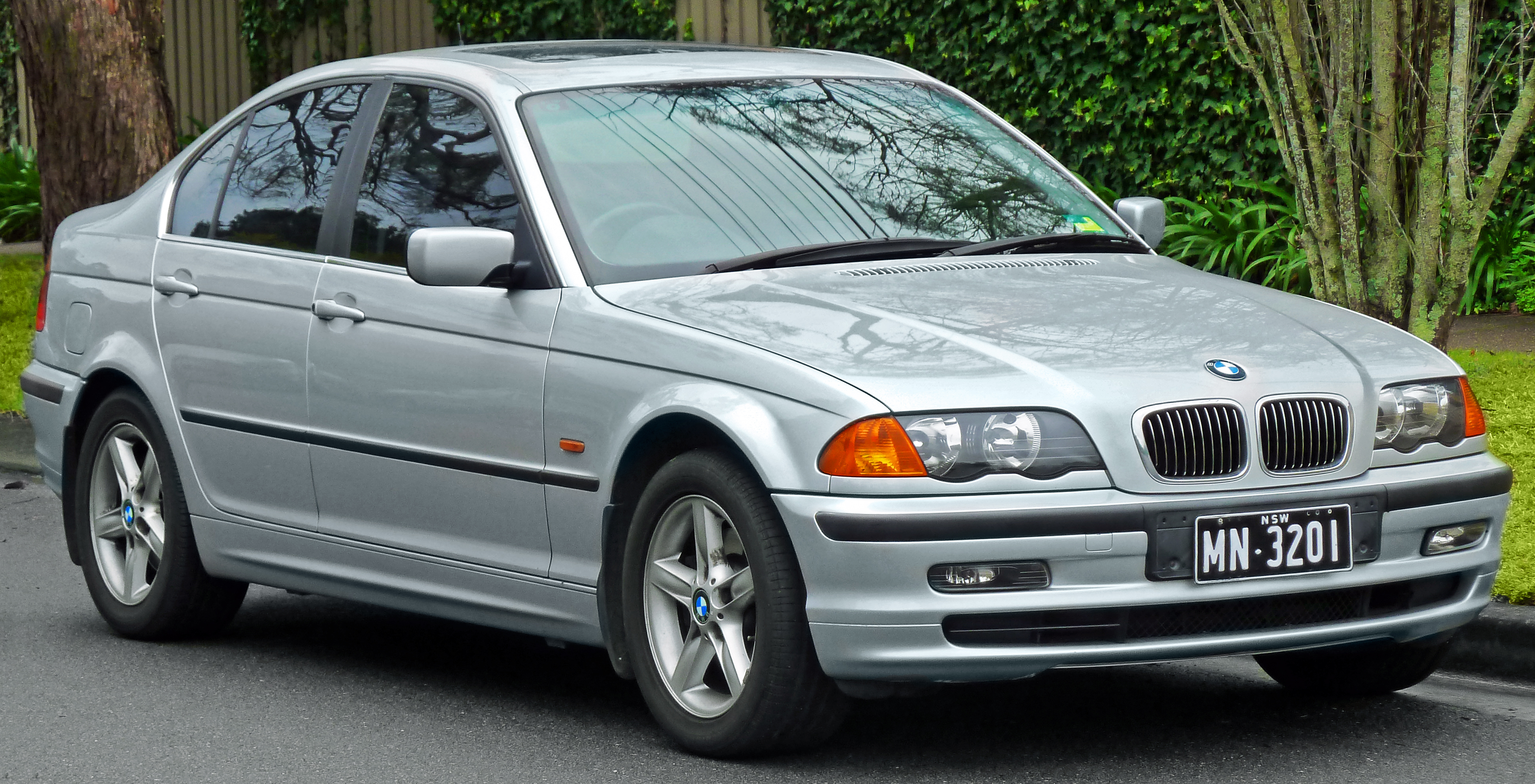
BMW 3 시리즈 세단(전기형) 정측면

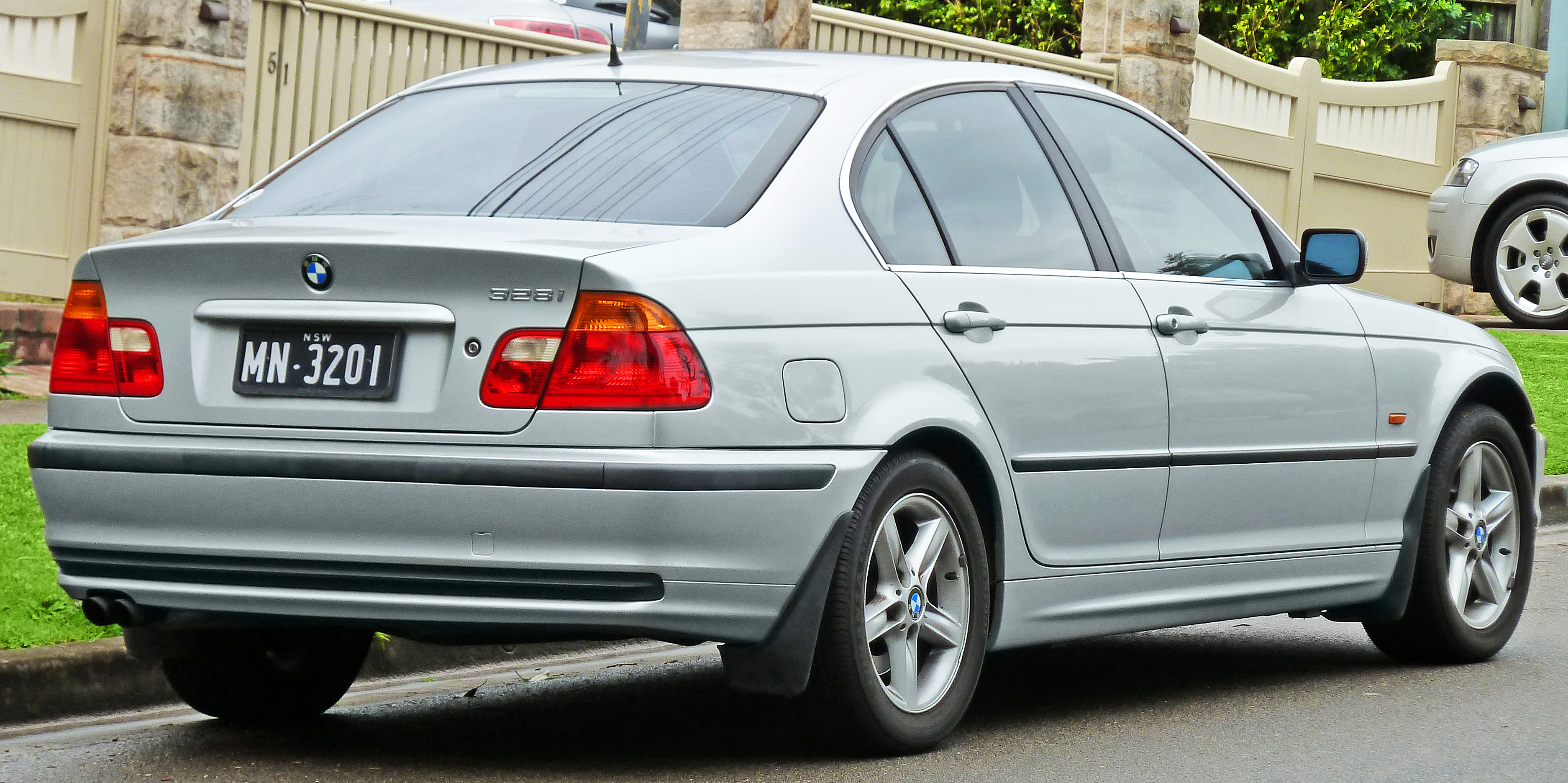
BMW 3 시리즈 세단(전기형) 후측면

세단은 1998년에 출시되었으나, 쿠페와 투어링은 2000년에 출시되었다. 키드니 그릴이 본넷과 일체형으로 되어서 본넷과 함께 열리는 점은 기존의 1세대에서 3세대와는 다르다. 2002년에 페이스 리프트를 거치며, 헤드 램프 등 일부 디자인이 변경되었다. 3 시리즈 컴팩트의 자리는 이후 1 시리즈로 독립했다.

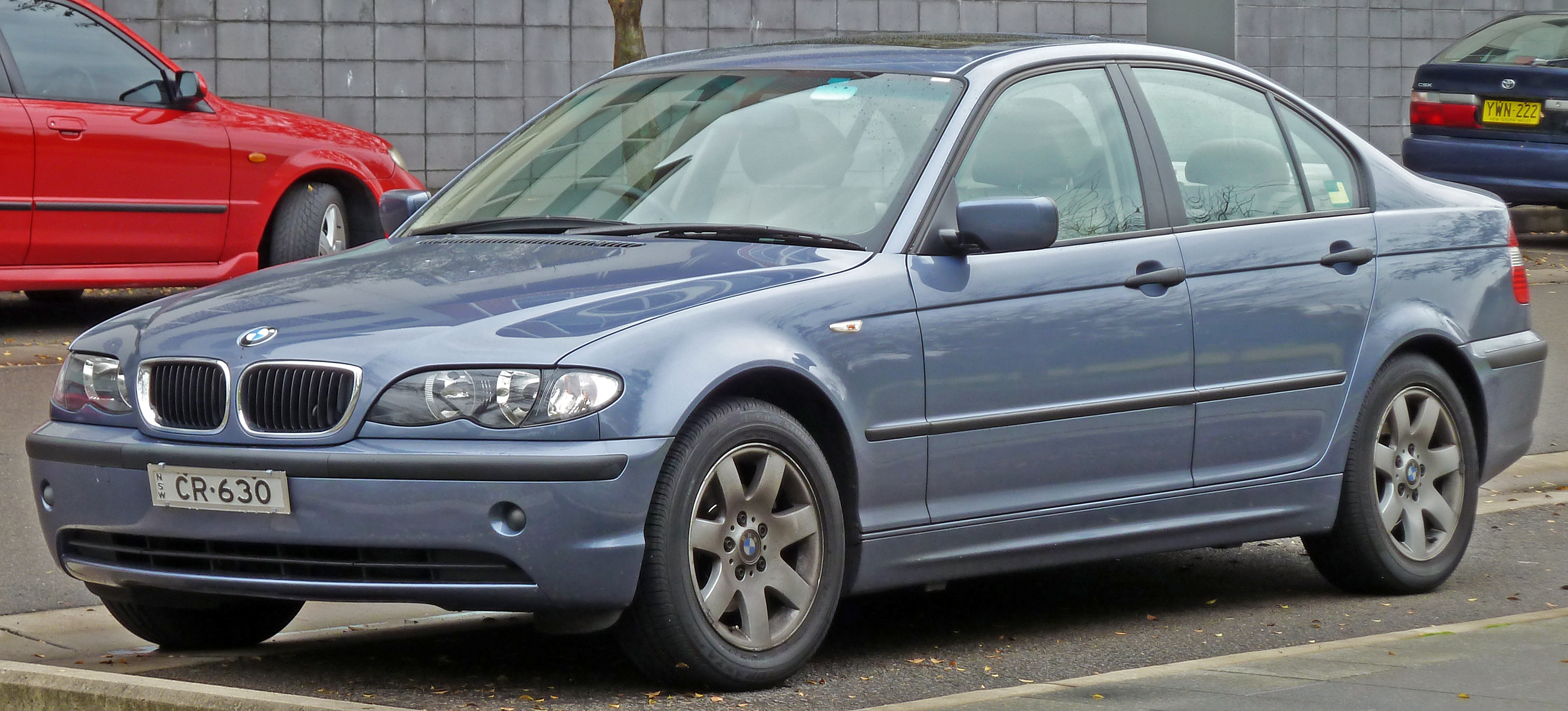
BMW 3 시리즈 세단(후기형) 정측면
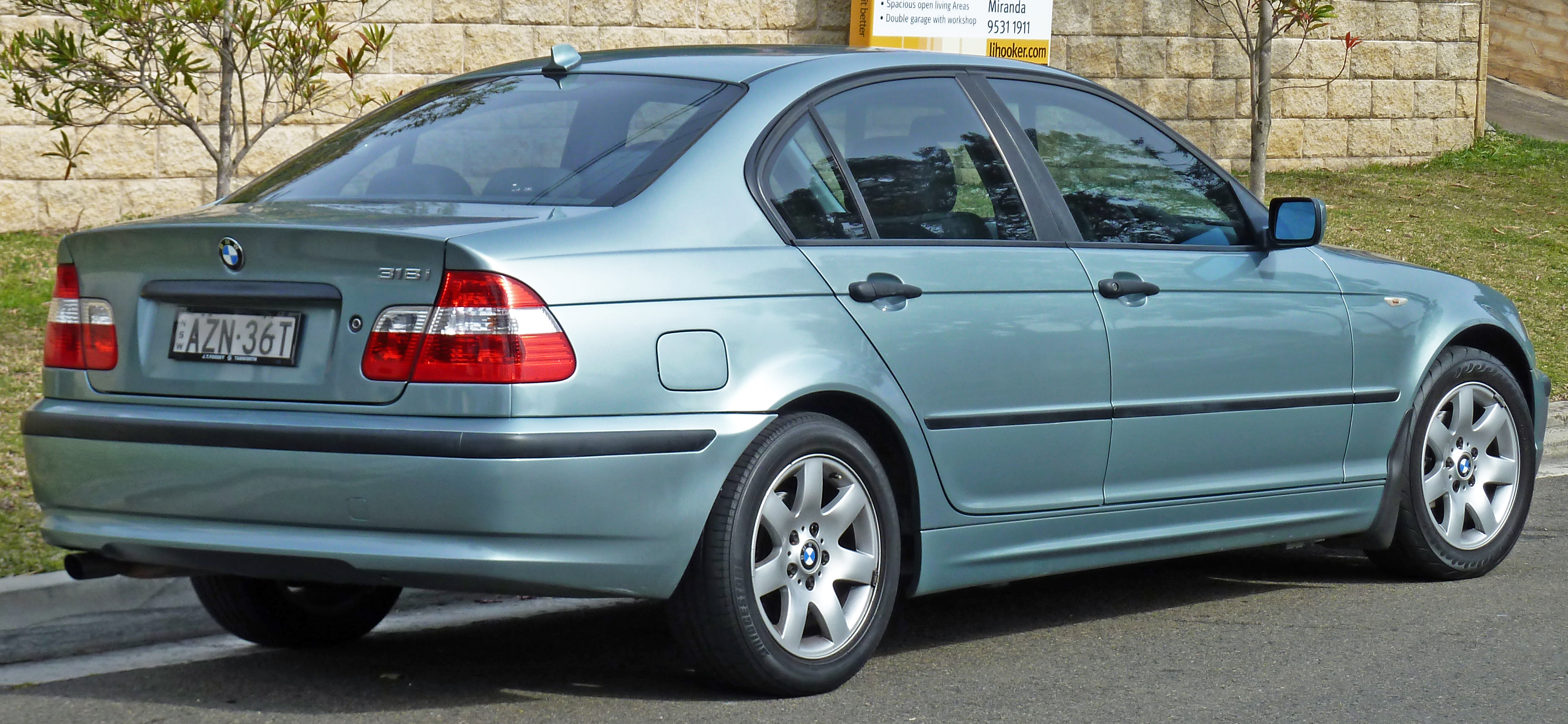
BMW 3 시리즈 세단(후기형) 후측면
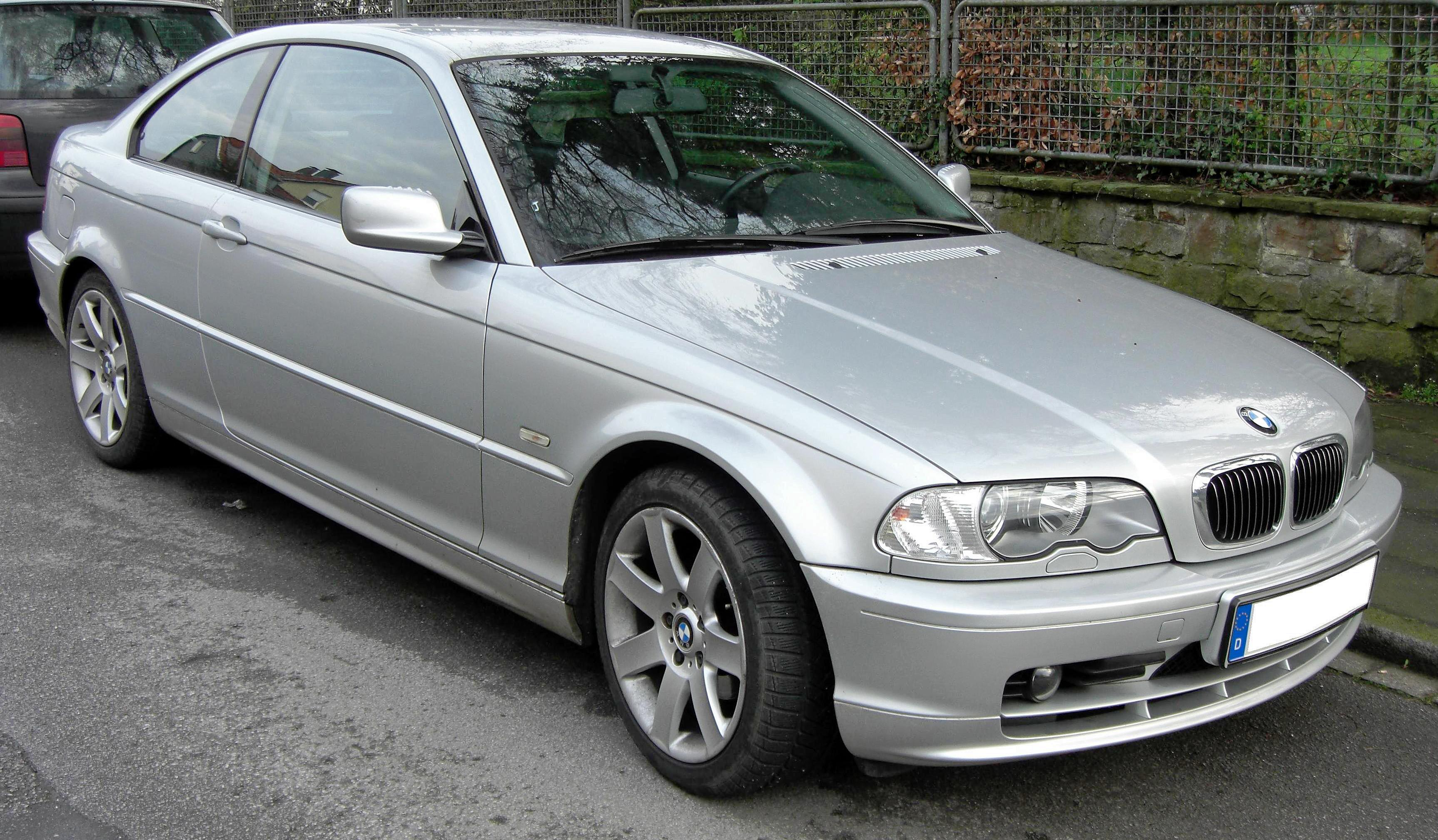
BMW 3 시리즈 쿠페(전기형) 세단 정측면
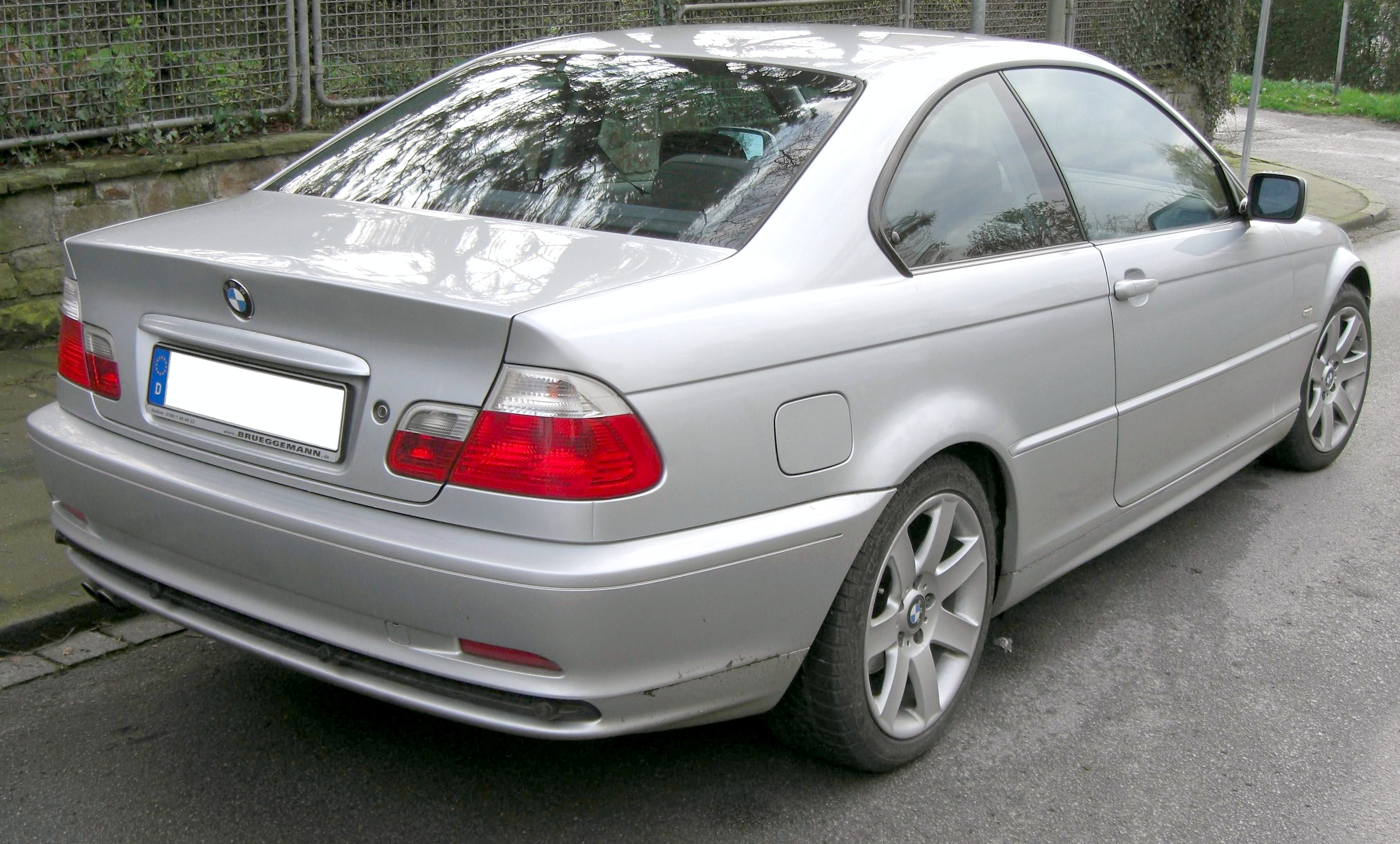
BMW 3 시리즈 쿠페(전기형) 세단 후측면
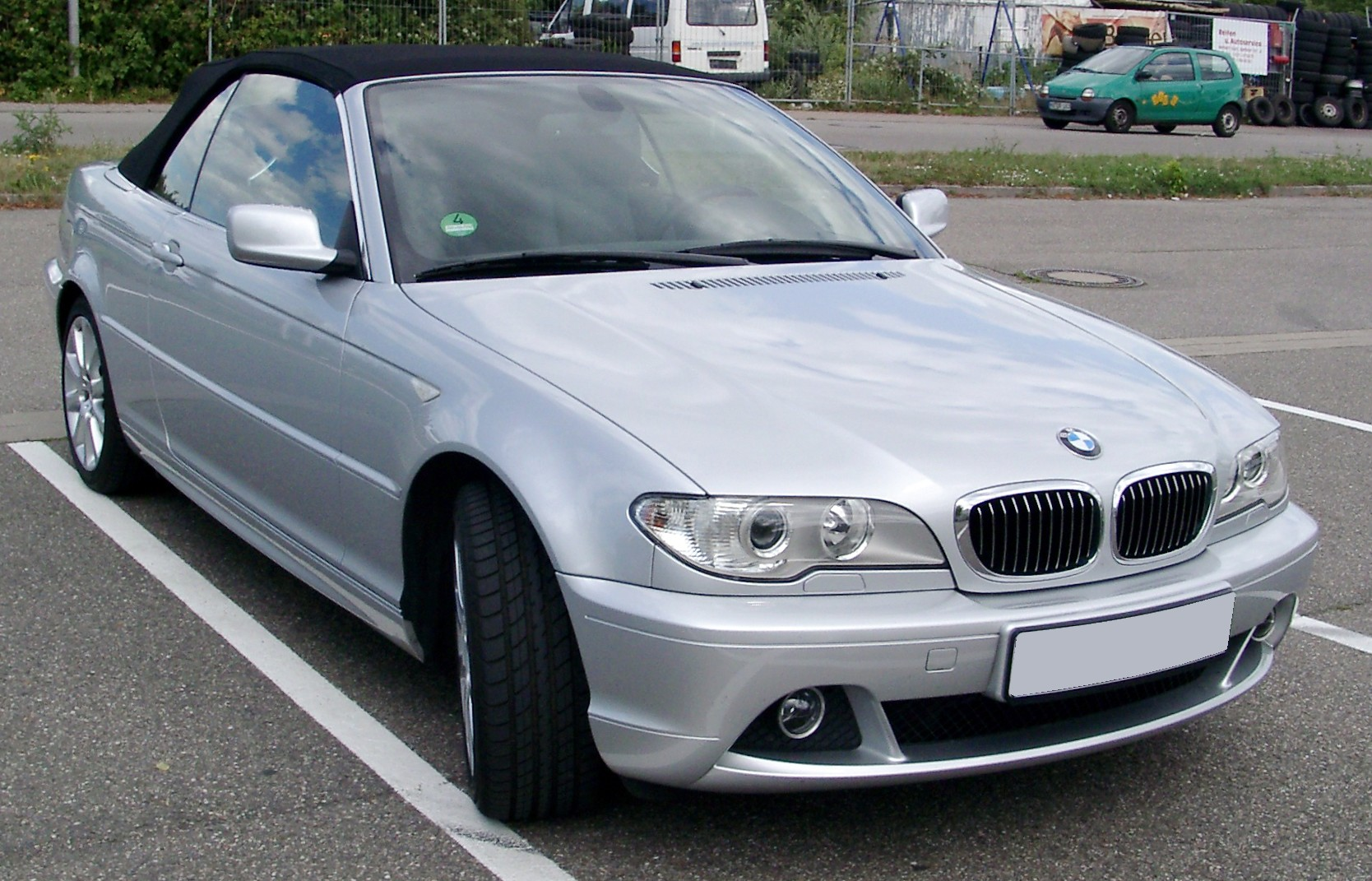
BMW 3 시리즈 카브리올레(후기형) 정측면
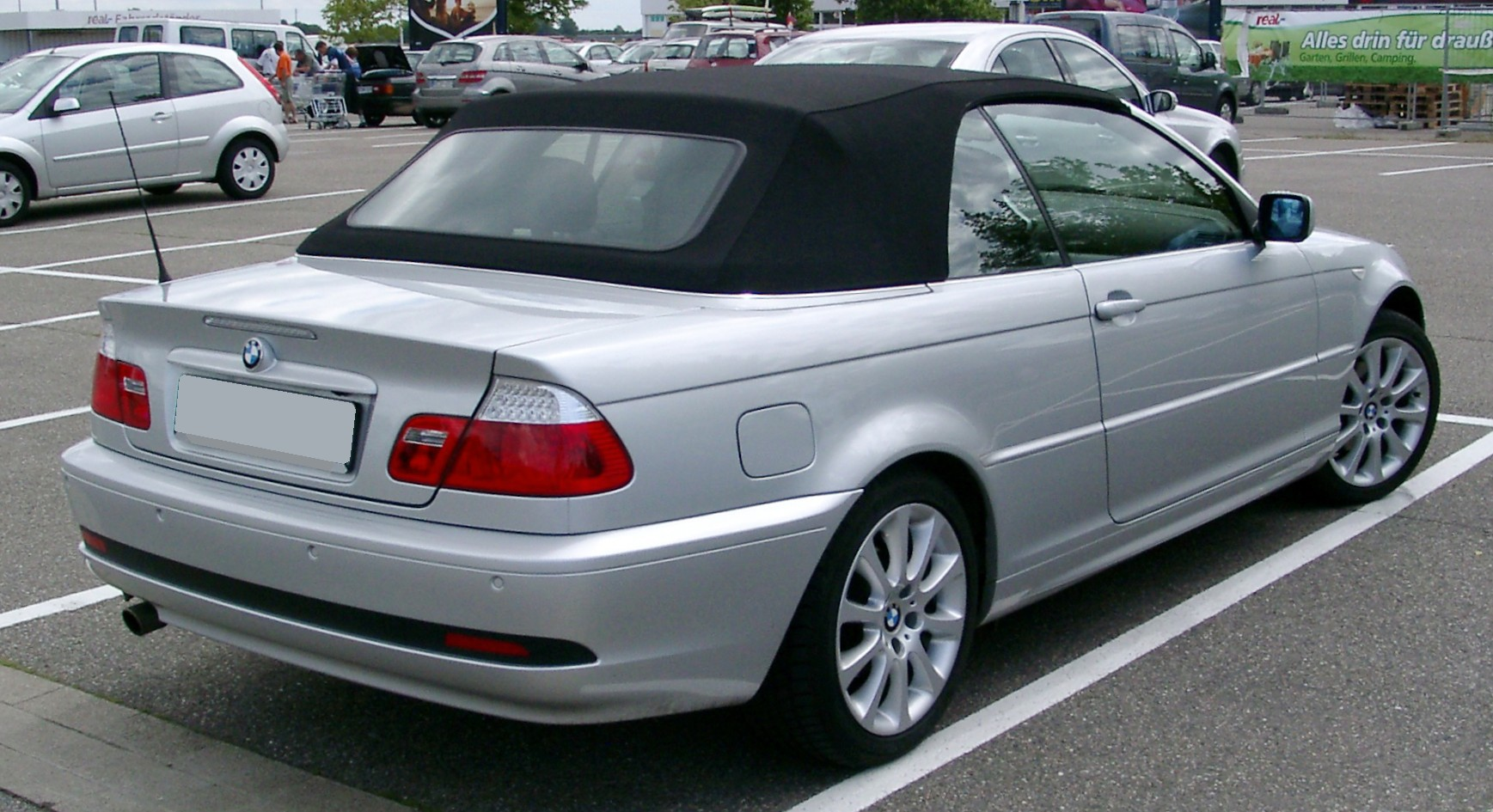
BMW 3 시리즈 카브리올레(후기형) 후측면
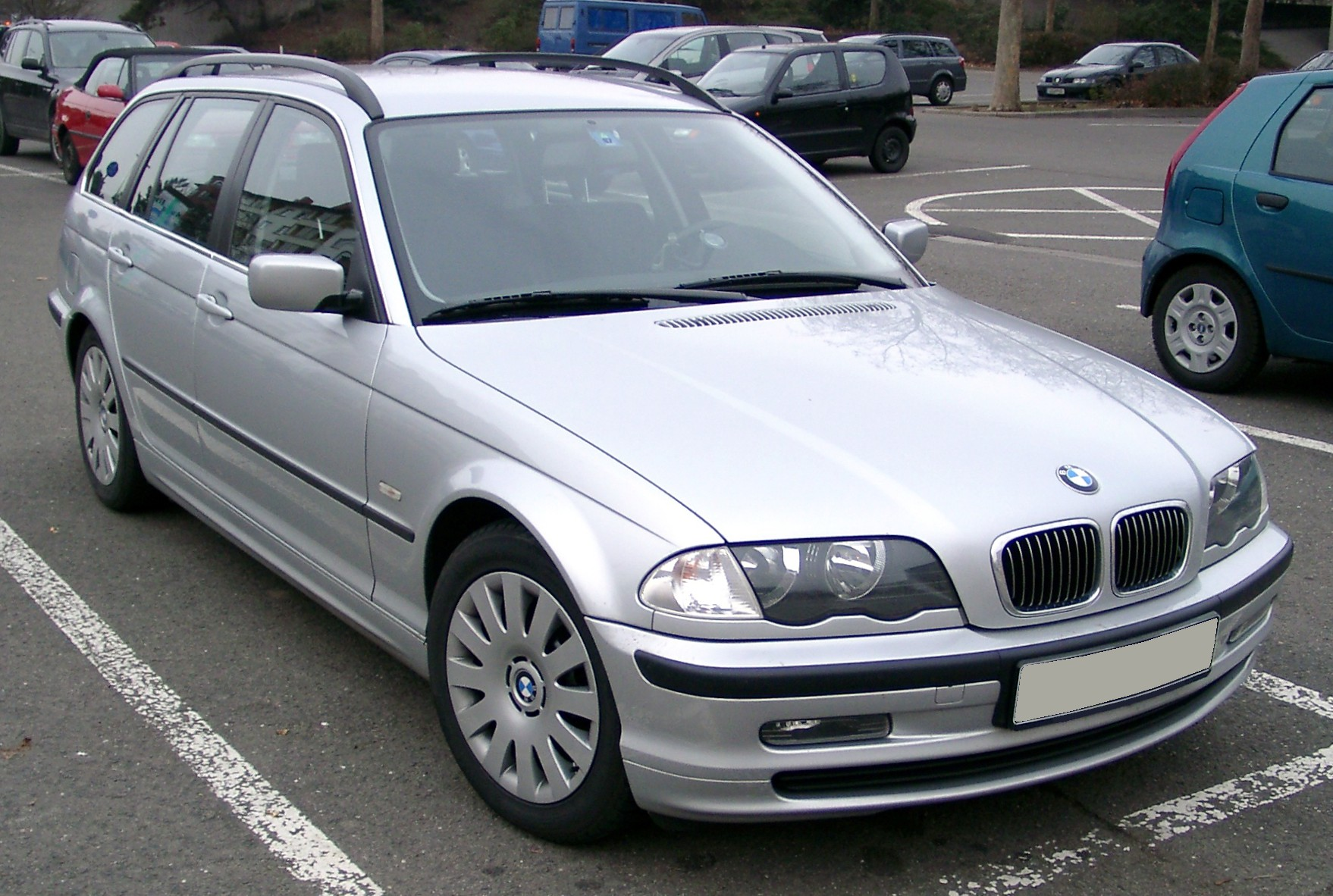
BMW 3 시리즈(전기형) 투어링 정측면
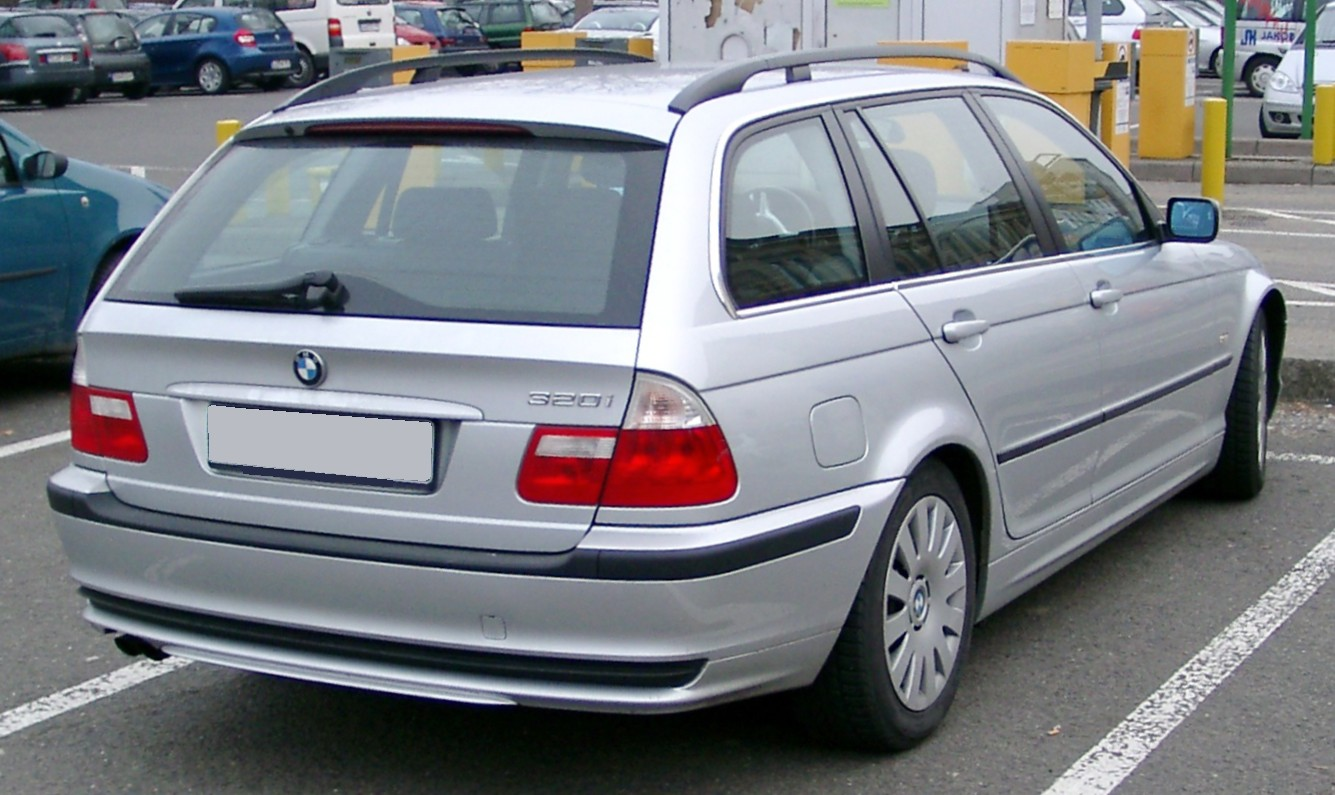
BMW 3 시리즈(전기형) 투어링 후측면
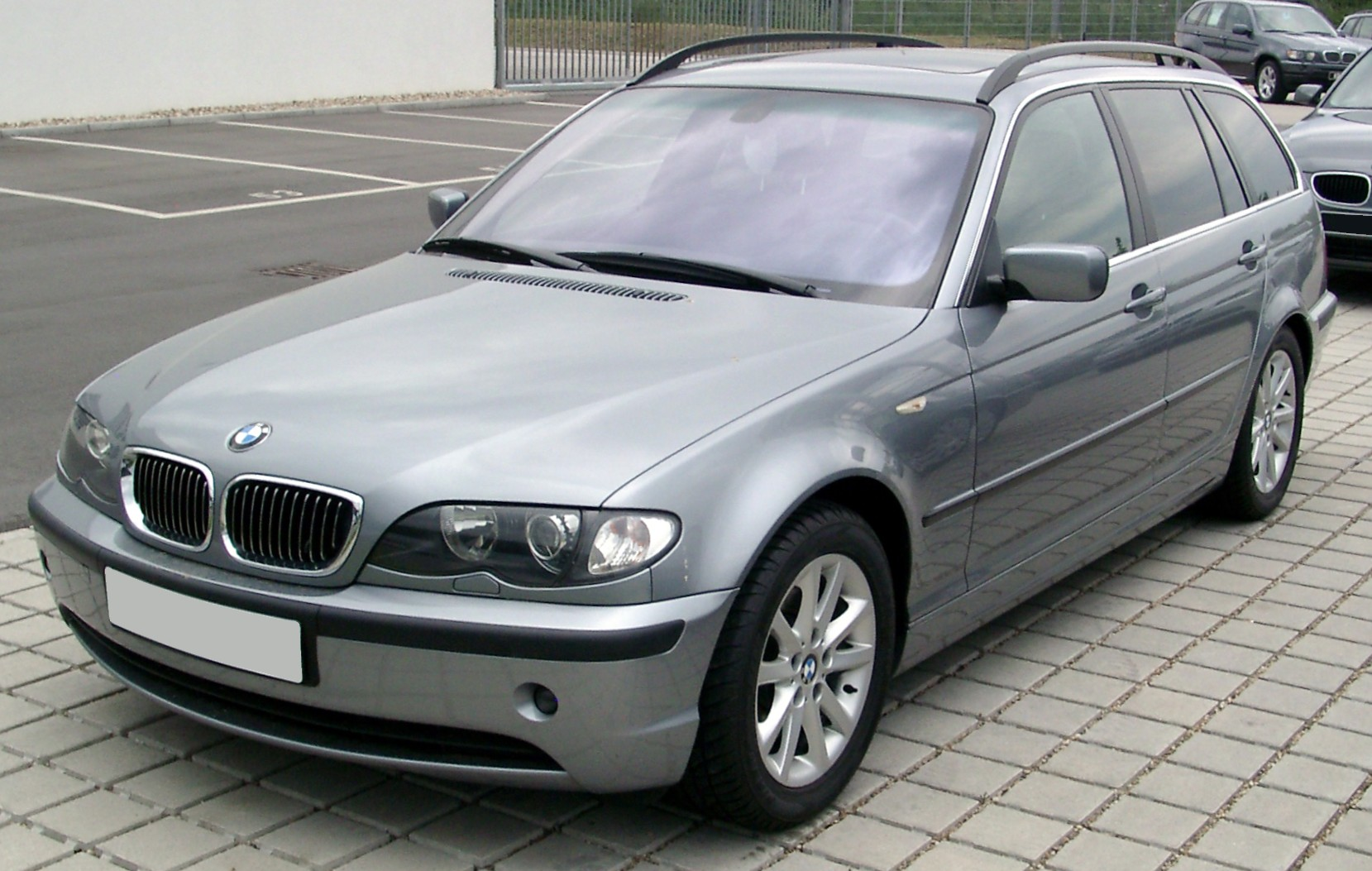
BMW 3 시리즈(후기형) 투어링 정측면
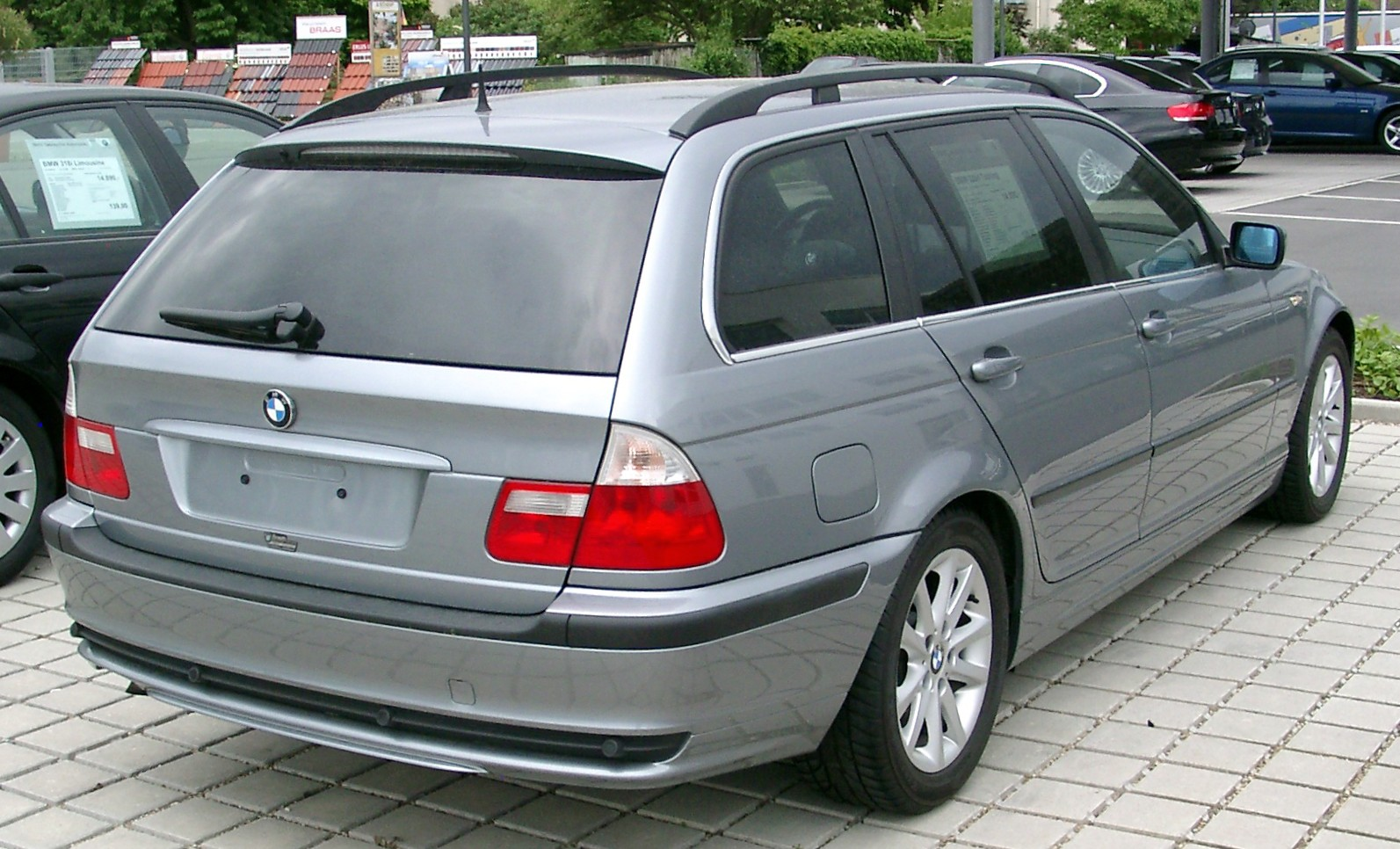
BMW 3 시리즈(후기형) 투어링 후측면
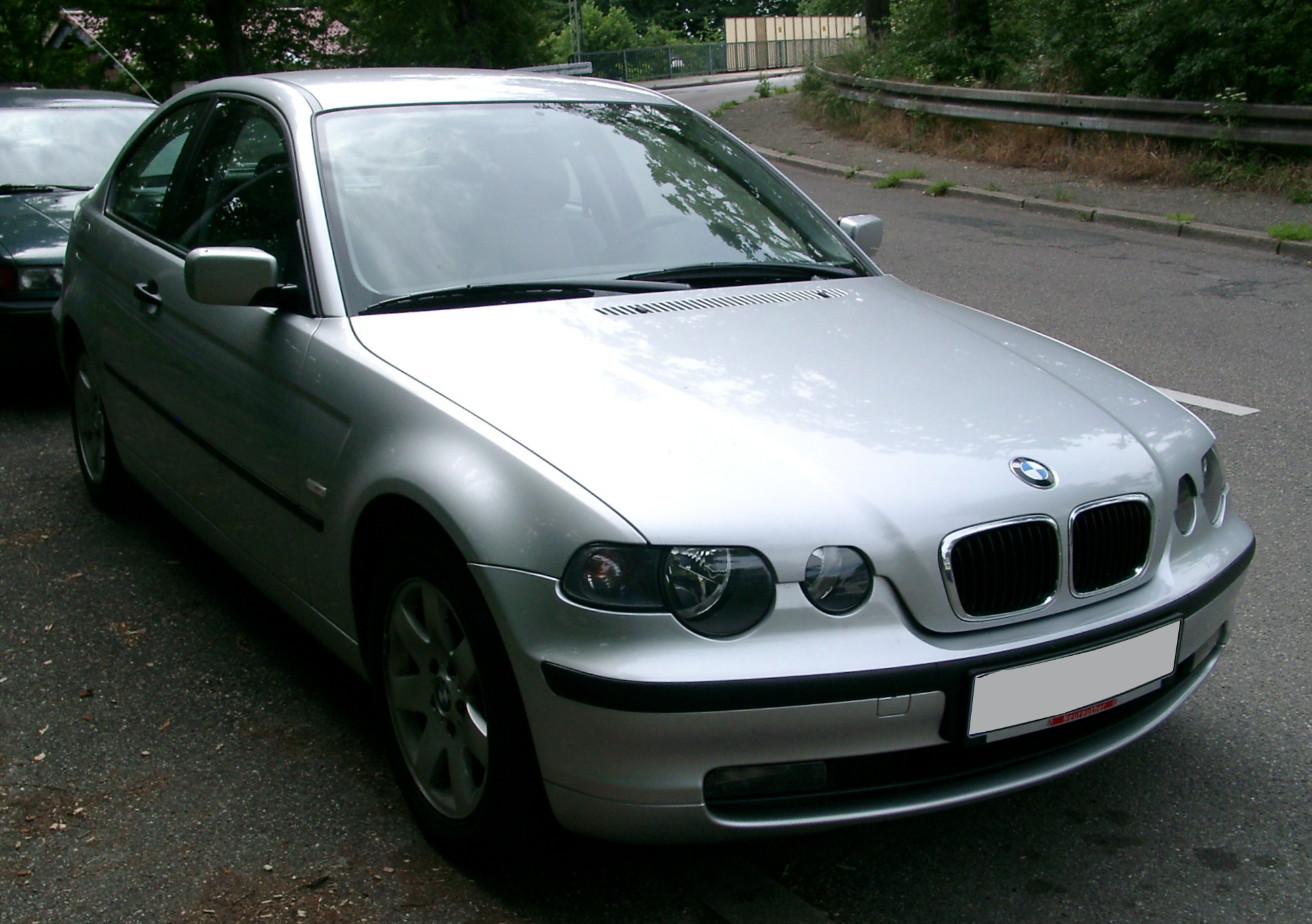
BMW 3 시리즈 컴팩트 정측면
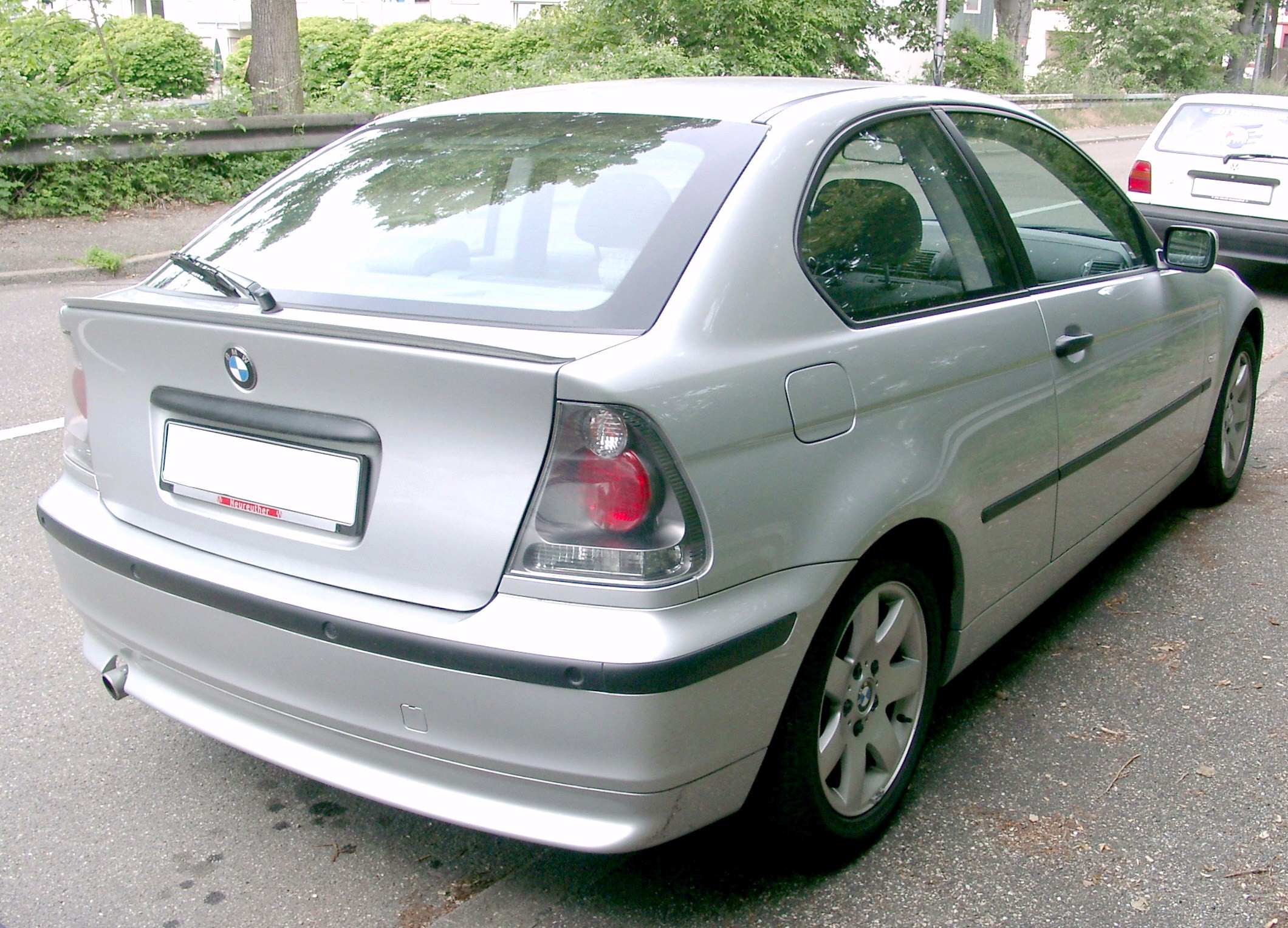
BMW 3 시리즈 컴팩트 후측면

## 5세대(E90/E91/E92/E93)

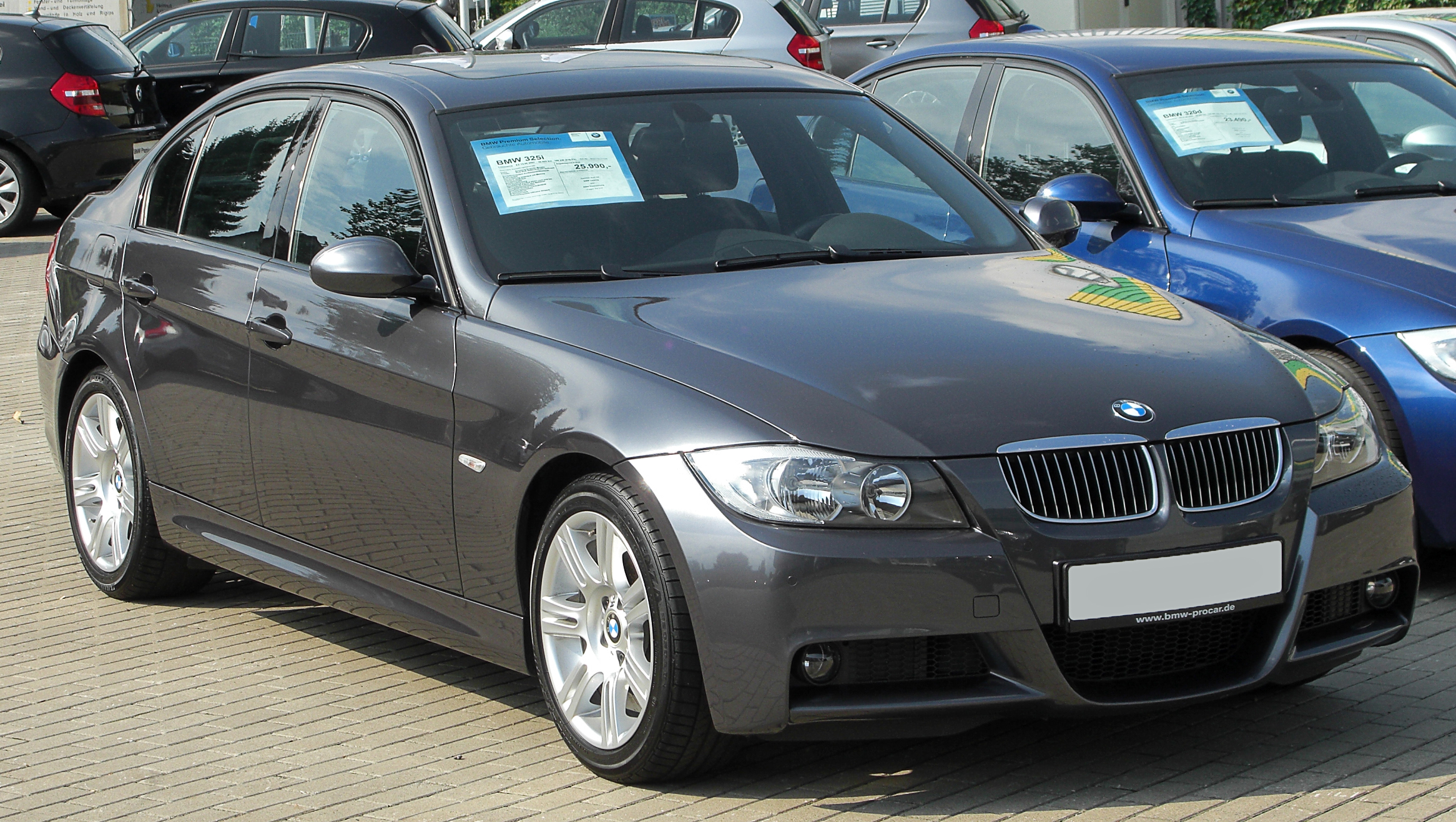
BMW 3 시리즈 세단(전기형) 정측면

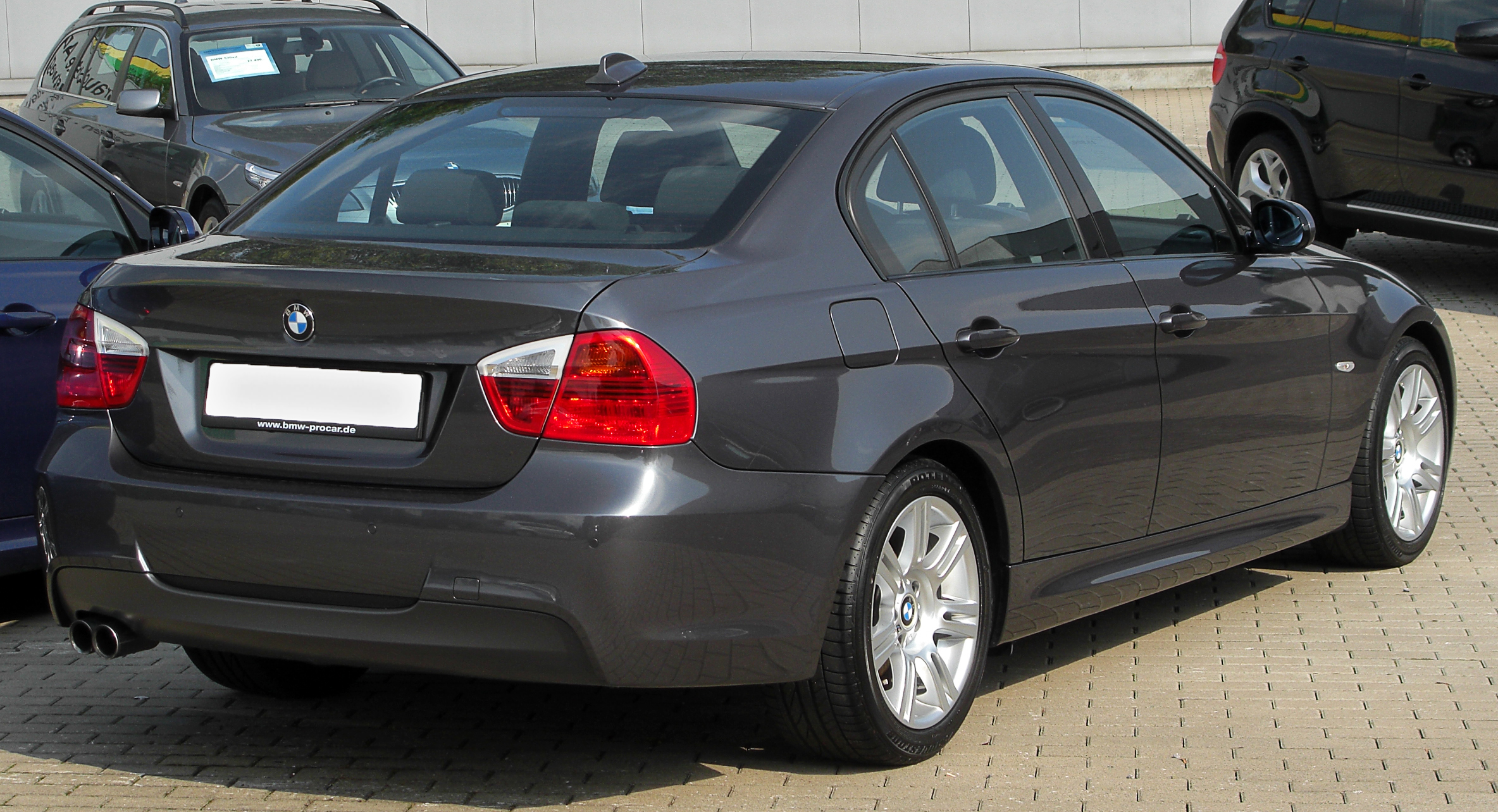
BMW 3 시리즈 세단(전기형) 후측면

2004년에 출시되었다. 차체 사이즈가 크게 확대되며, 실내 공간이 넓어졌다. 코드 네임은 E90은 세단, E91은 투어링, E92는 쿠페, E93은 카브리올레를 뜻한다. 4세대의 320i는 직렬 6기통 2.0ℓ 가솔린 엔진을 얹었으나, 5세대의 320i는 직렬 4기통 2.0ℓ 가솔린 엔진을 얹었다. 2008년에 페이스 리프트를 거쳐 후면부를 새롭게 다듬었으며, 5세대 후기형부터 수입된 직렬 4기통 2.0ℓ 디젤 엔진이 장착된 320d(남아프리카 공화국 BMW 현지 공장에서 수입)는 대한민국에서는 큰 인기를 얻기 시작하여 6세대가 디젤부터 들어오는 계기가 되었다.

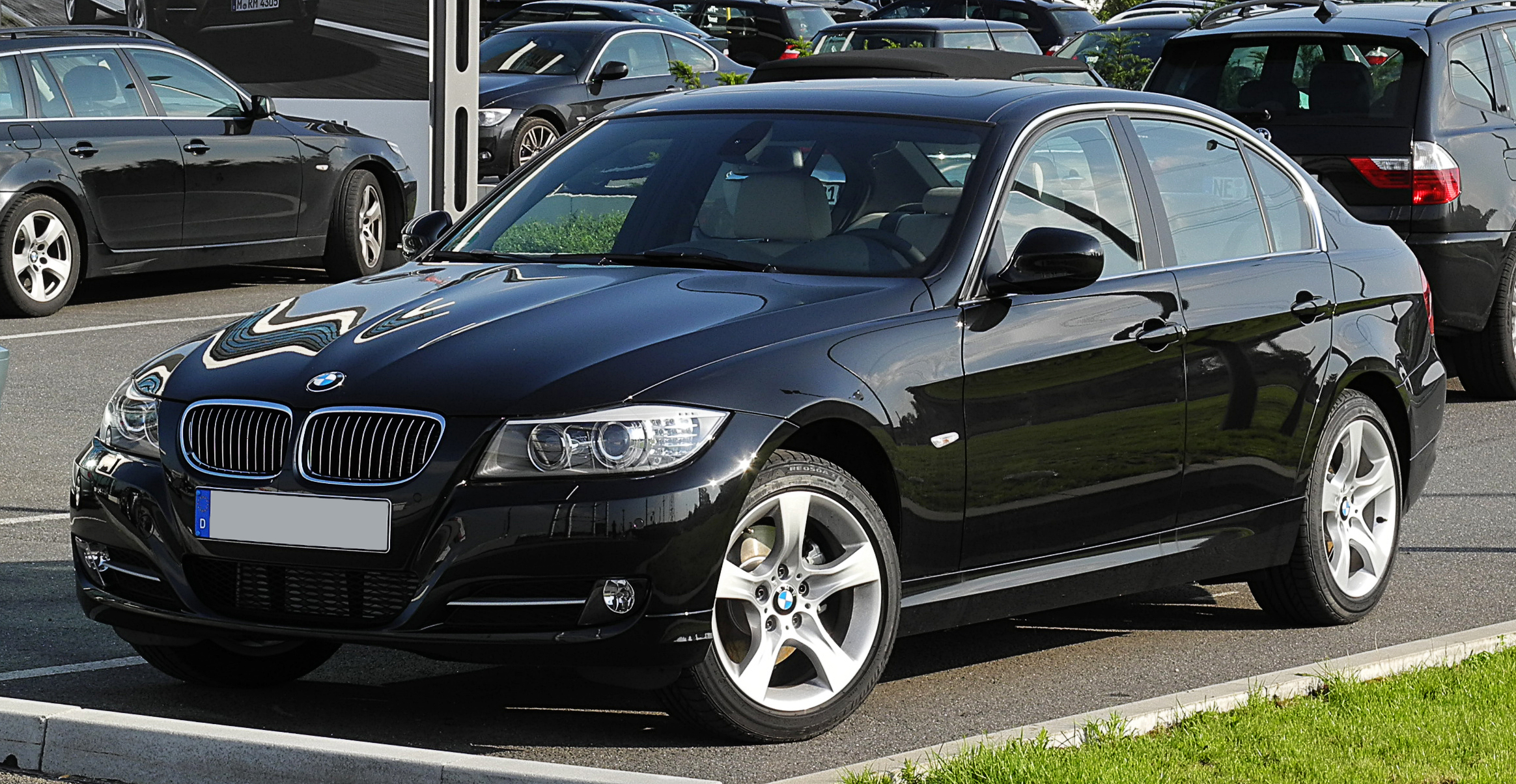
BMW 3 시리즈 세단(후기형) 정측면
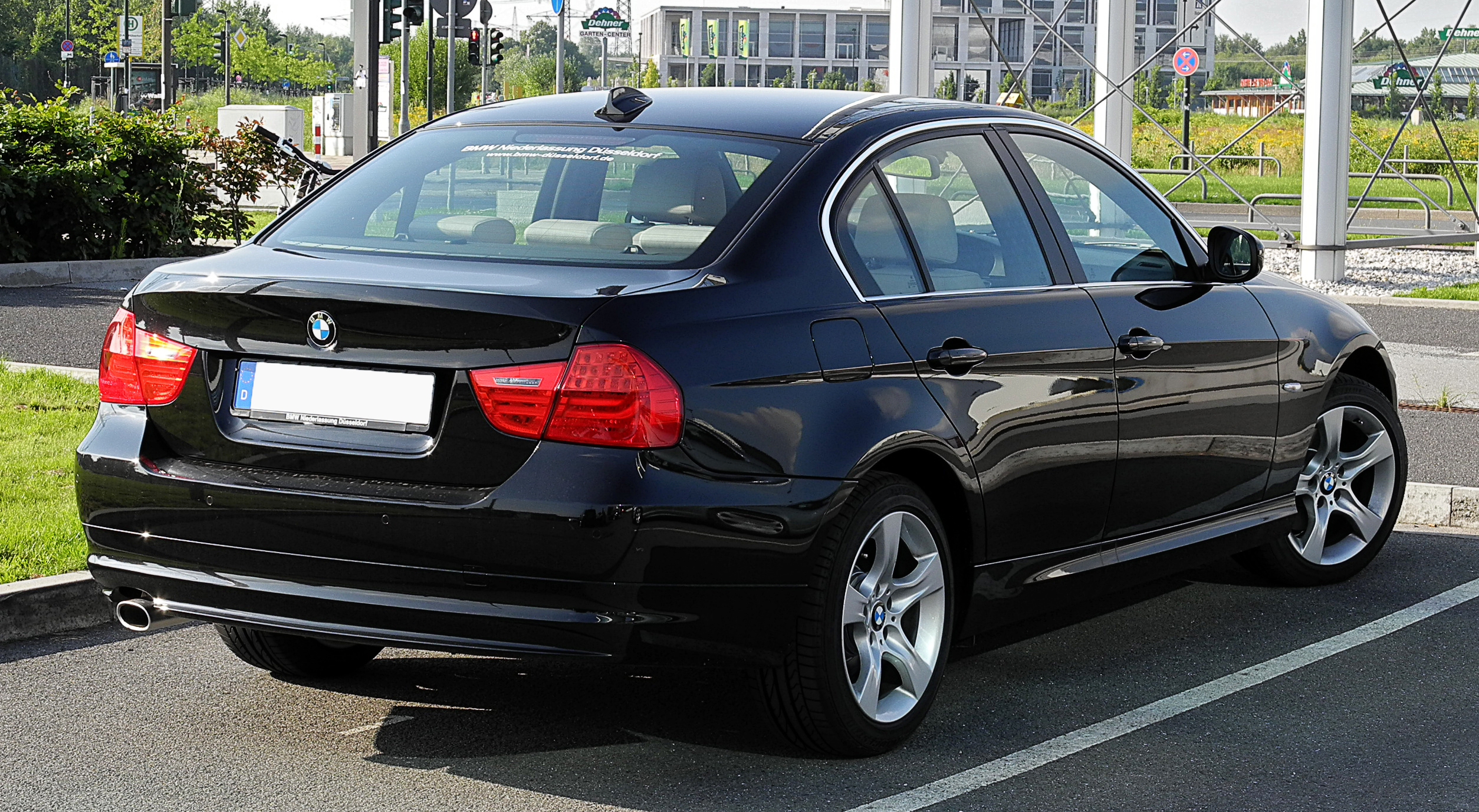
BMW 3 시리즈 세단(후기형) 후측면
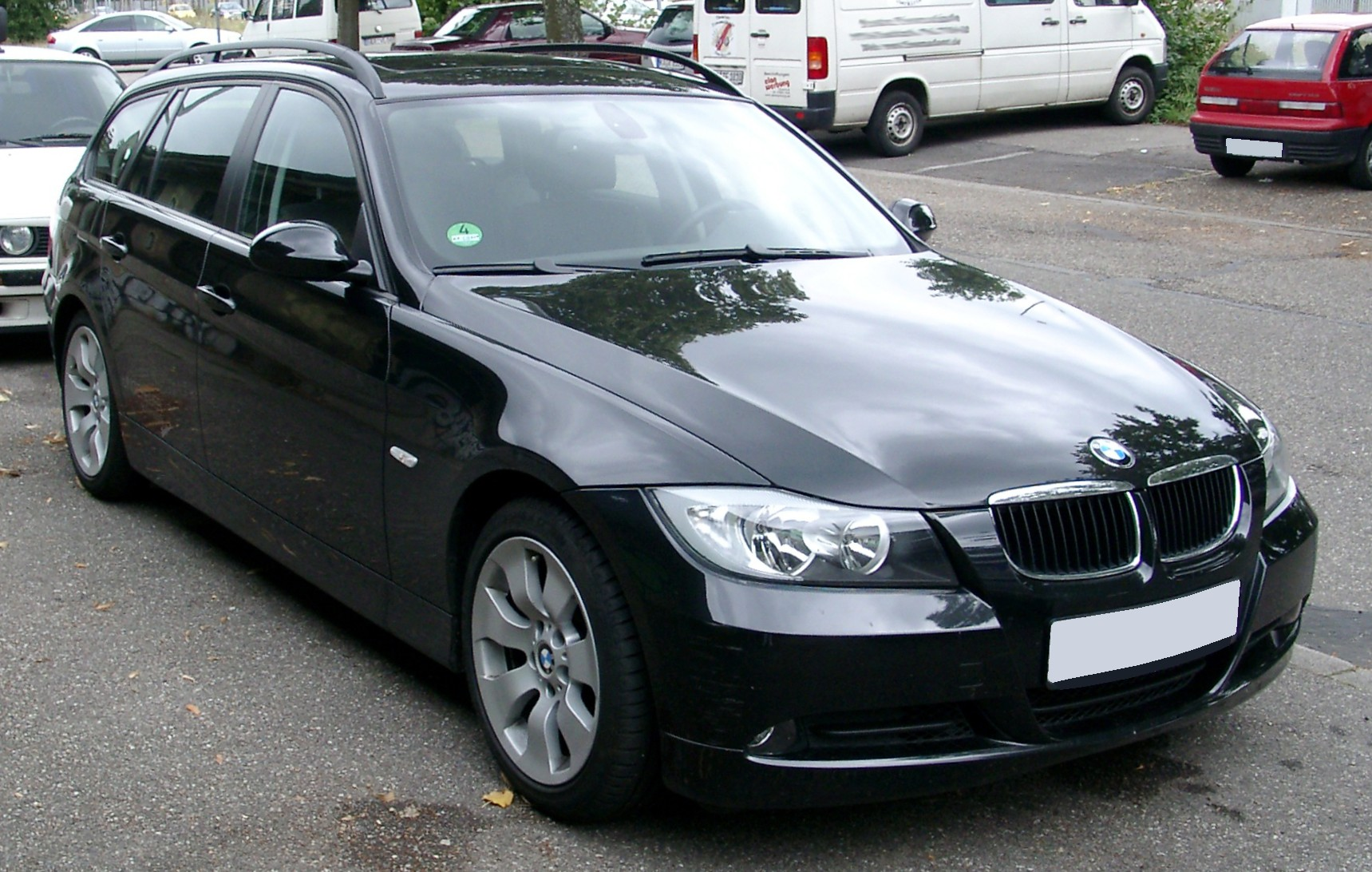
BMW 3 시리즈 투어링(전기형) 정측면
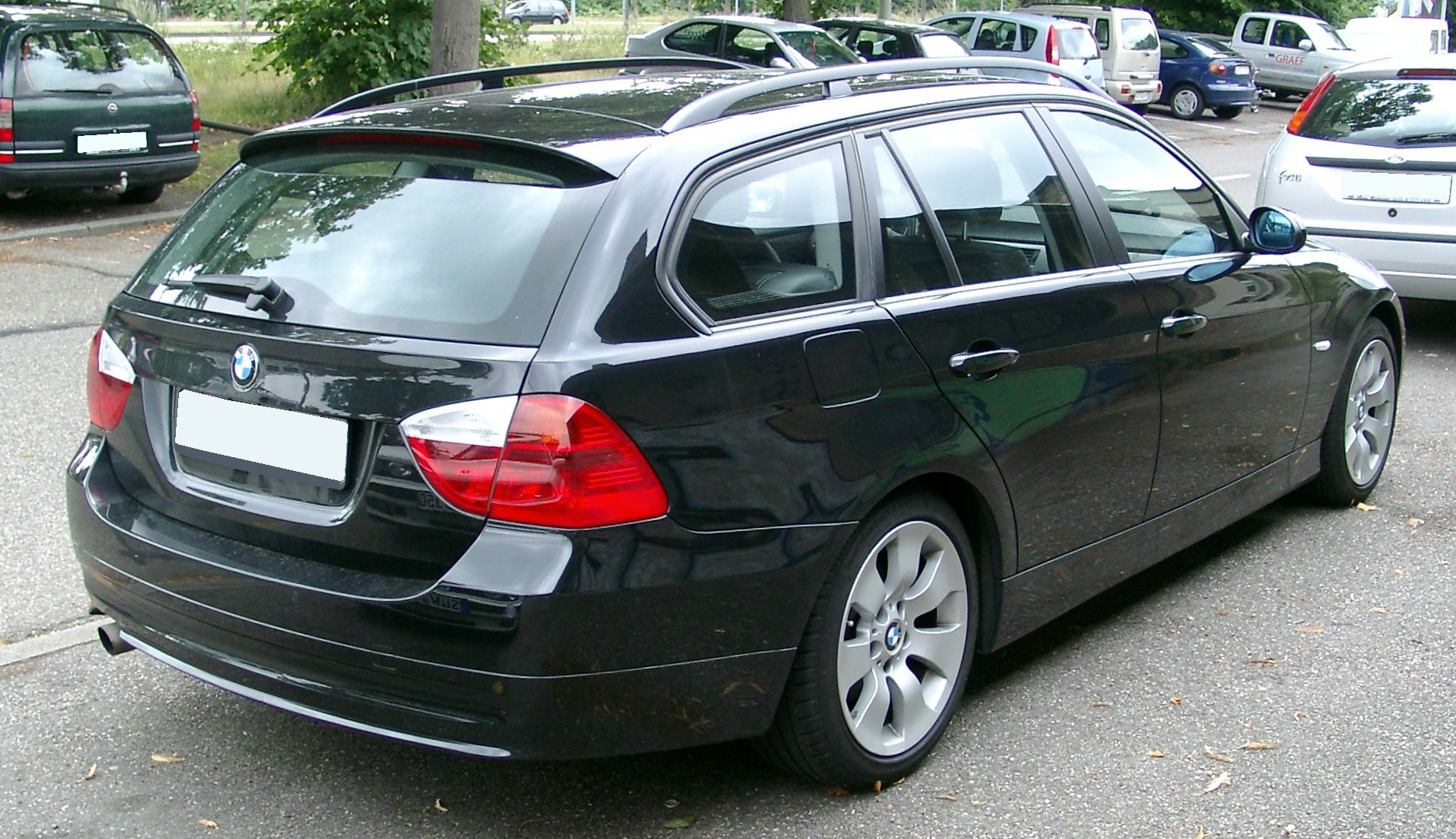
BMW 3 시리즈 투어링(전기형) 후측면
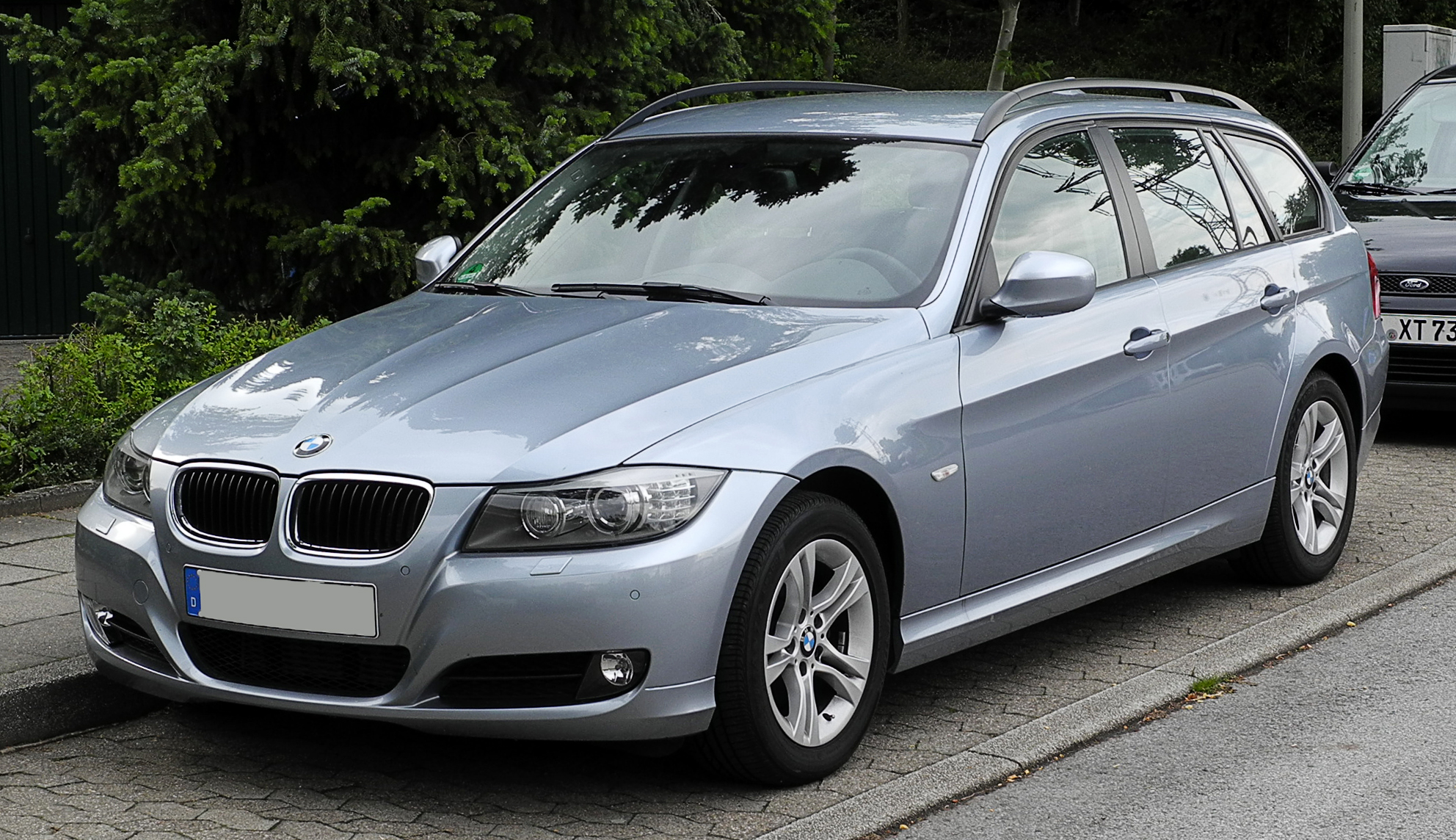
BMW 3 시리즈 투어링(후기형) 정측면
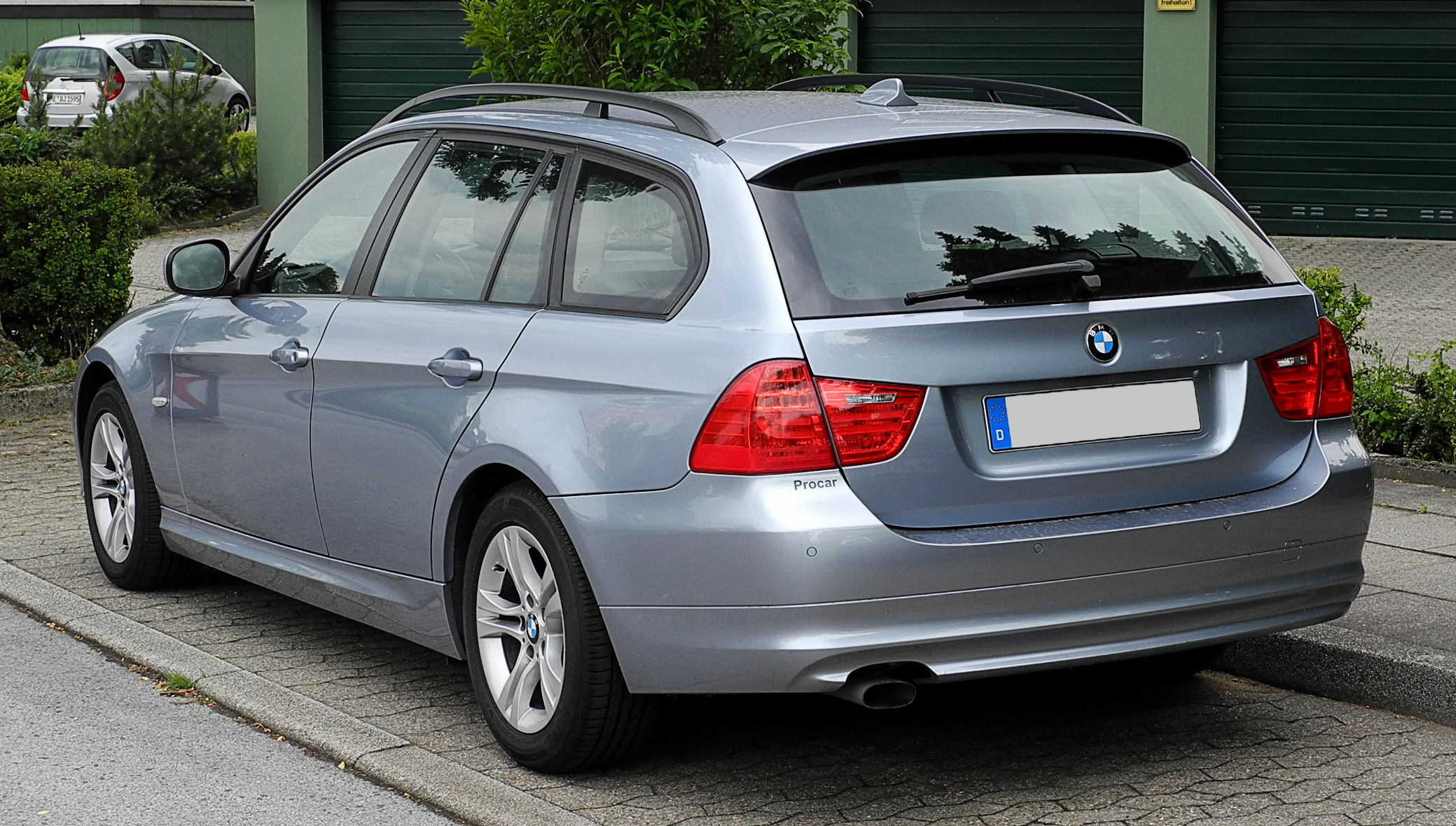
BMW 3 시리즈 투어링(후기형) 후측면
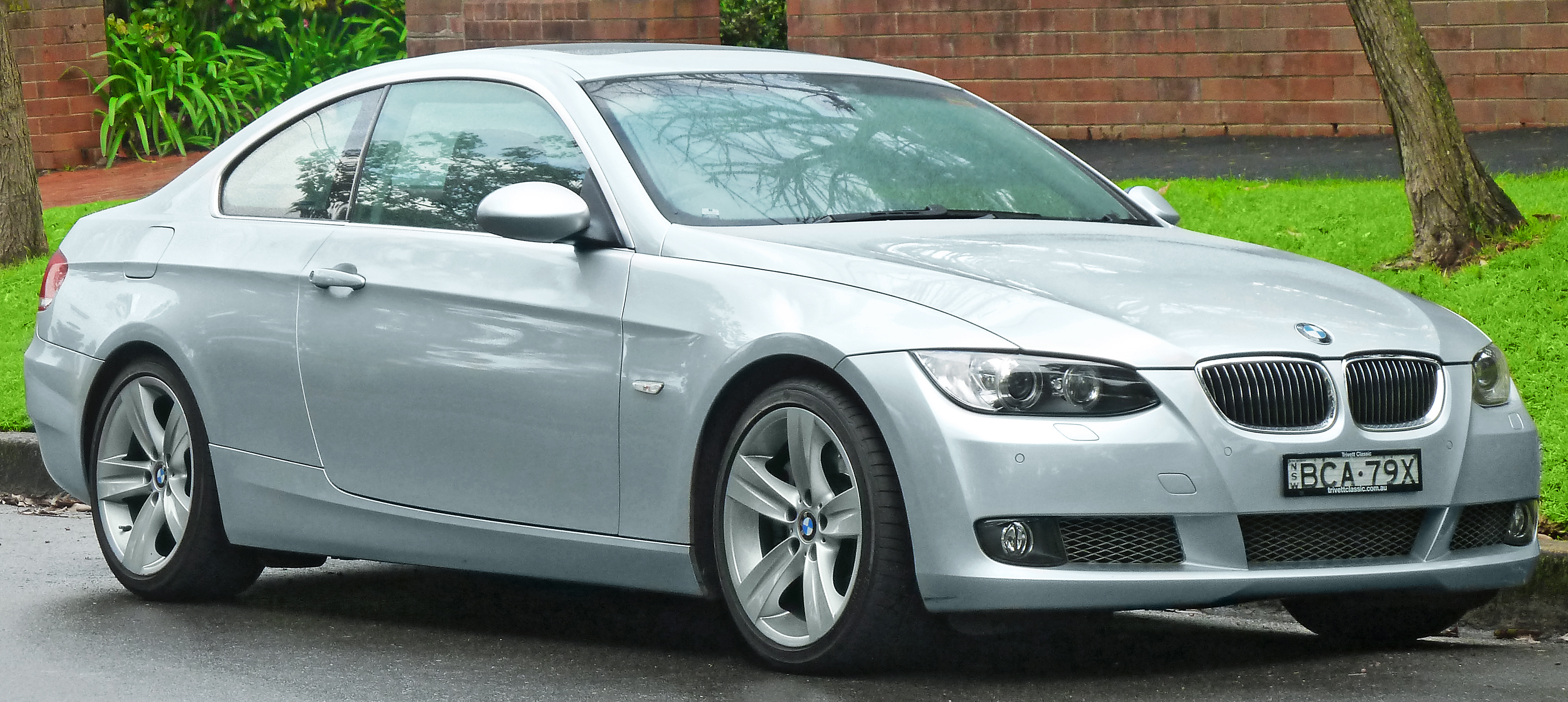
BMW 3 시리즈 쿠페 정측면
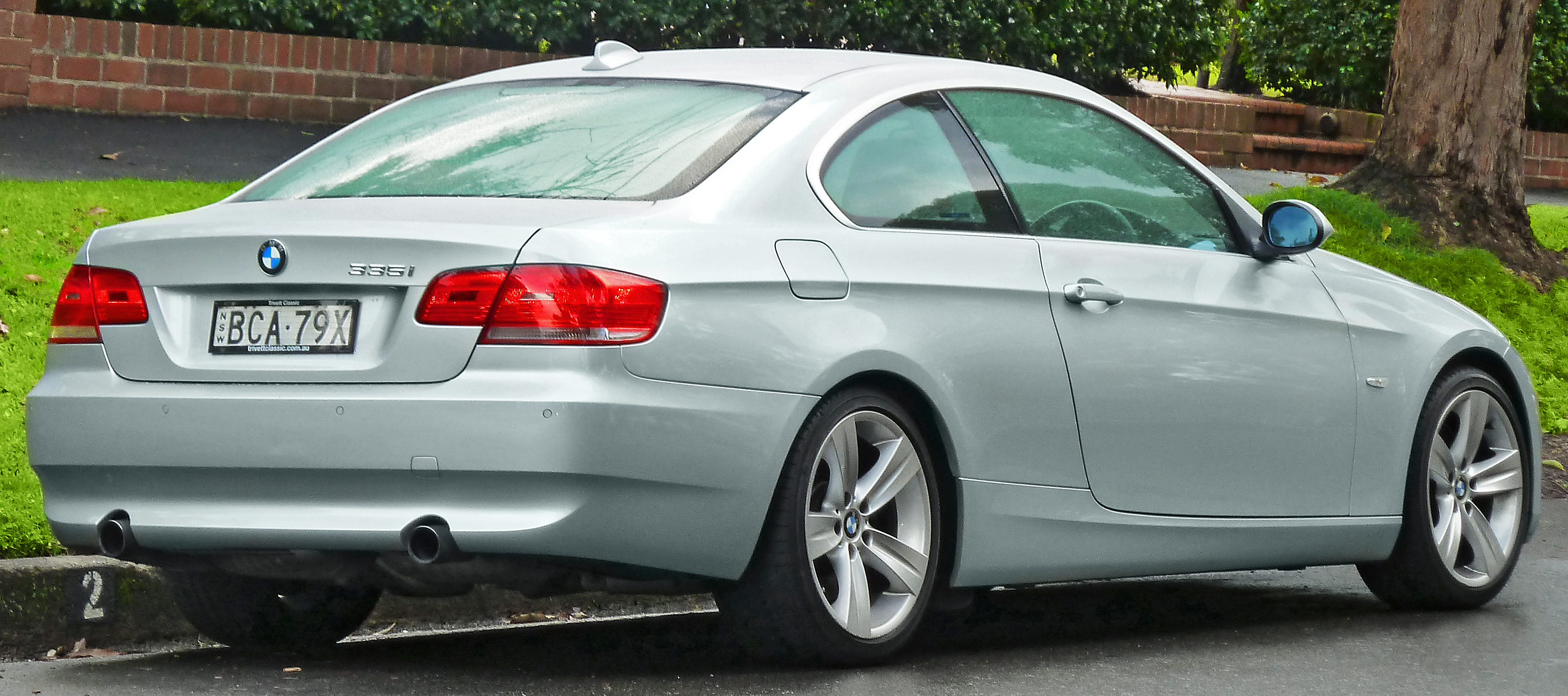
BMW 3 시리즈 쿠페 후측면
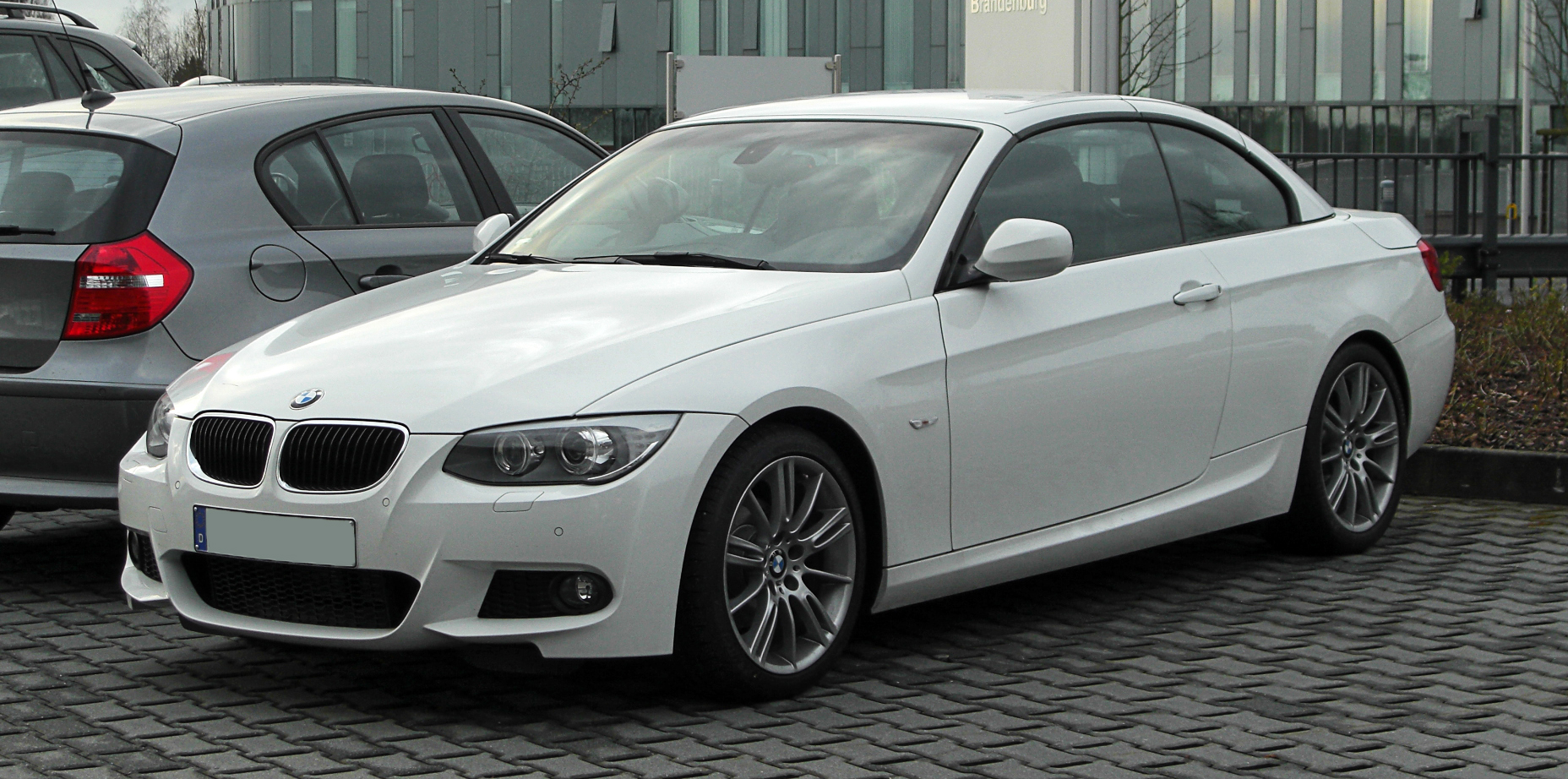
BMW 3 시리즈 카브리올레 정측면
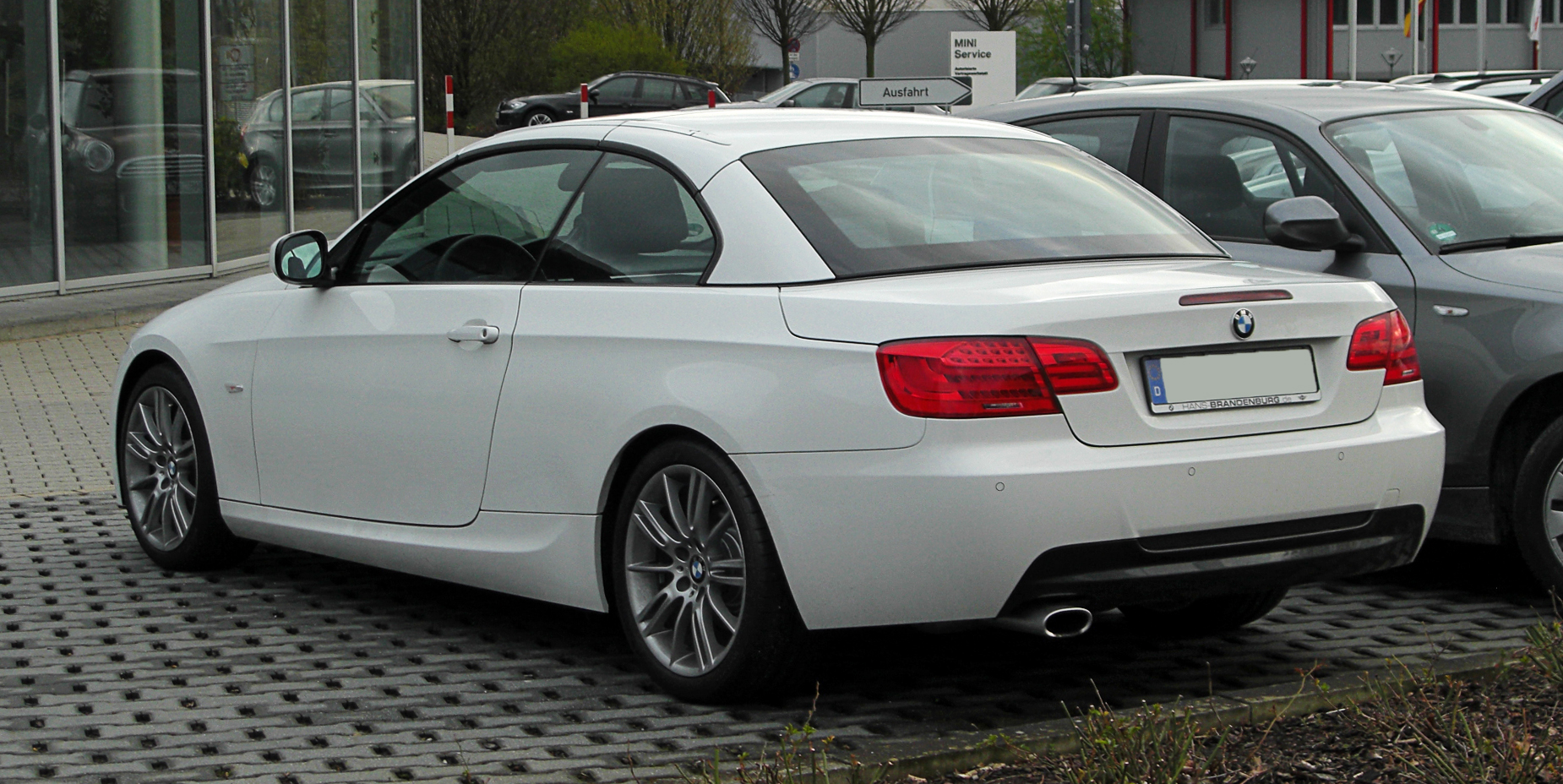
BMW 3 시리즈 카브리올레 후측면

## 6세대(F30/F31)

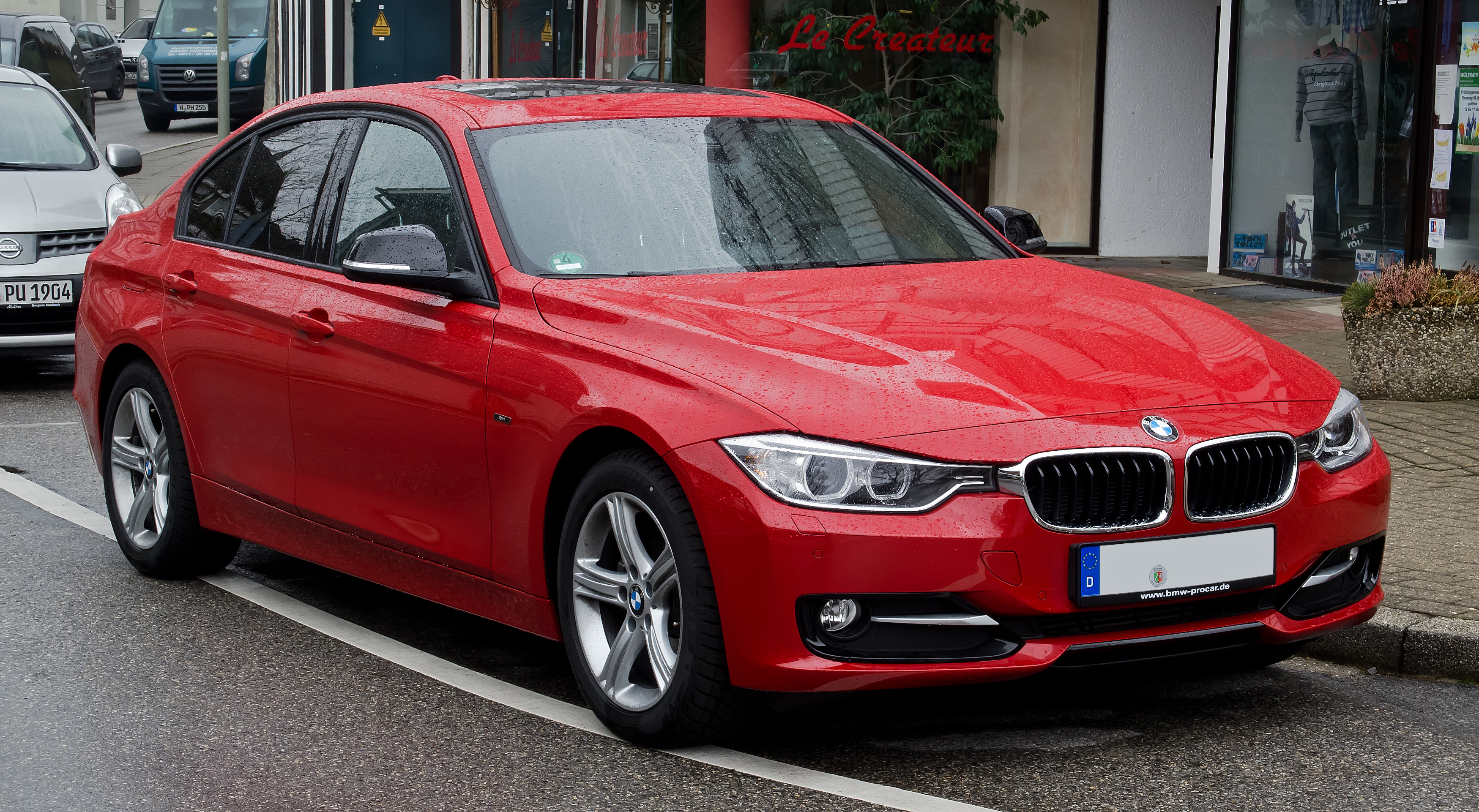
BMW 3 시리즈 세단(전기형) 정측면

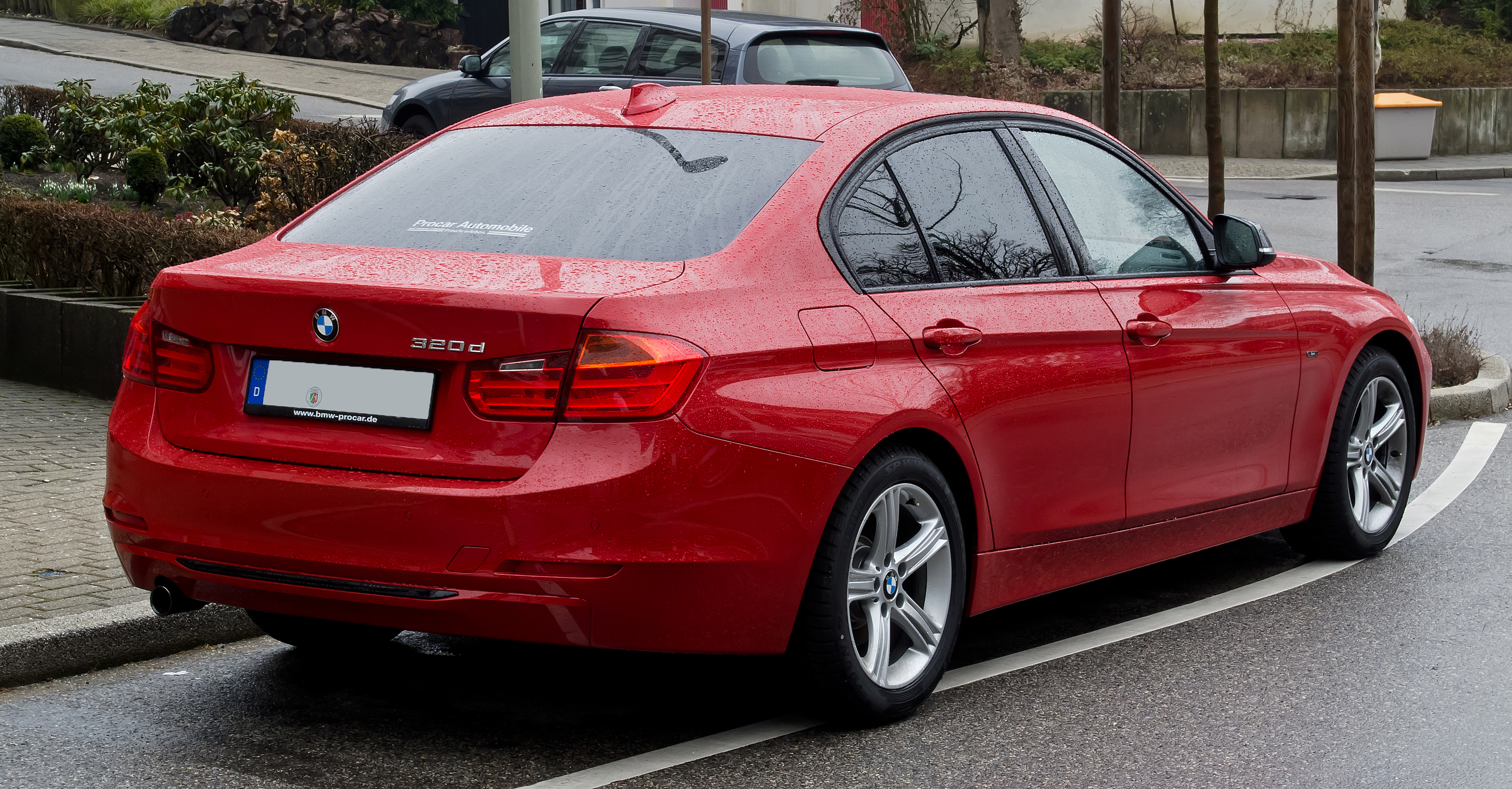
BMW 3 시리즈 세단(전기형) 후측면

2011년에 출시되었다. 강렬한 캐릭터 라인과 스포티한 디자인을 통해 다이내믹한 느낌을 추구했다. 높은 비틀림 강도와 새로운 섀시 구조를 적용해 안락함을 향상시켰고, 이외에도 새롭게 도입한 드라이빙 익스피리언스 컨트롤을 통해 에코프로, 컴포트, 스포츠 등 3가지 모드를 선택할 수 있어 주행 상황에 따른 설정이 가능하게 했다. 표준 사양 외에 모던 라인, 스포츠 라인, 럭셔리 라인 등 보다 개성을 높인 사양이 선보여 선택의 폭을 넓혔다. 대한민국에는 5세대의 디젤의 인기에 힘입어 직렬 4기통 2.0ℓ 디젤 엔진이 장착된 320d부터 들어왔고, 이후 직렬 4기통 2.0ℓ 가솔린 터보 엔진을 장착한 328i와 직렬 6기통 3.0ℓ 가솔린 엔진을 장착한 액티브 하이브리드 3가 추가되었다. 대한민국에서는 6세대부터 투어링의 공식 판매가 시작되었다. BMW의 새로운 넘버 체계에 따라 5세대까지 있었던 쿠페와 카브리올레는 4 시리즈로 독립되었다. 2015년에는 페이스 리프트를 거쳐 일부 디자인이 바뀌었고, 대한민국 사양은 북아메리카 사양에 주로 붙는 차폭등이 사라졌다.

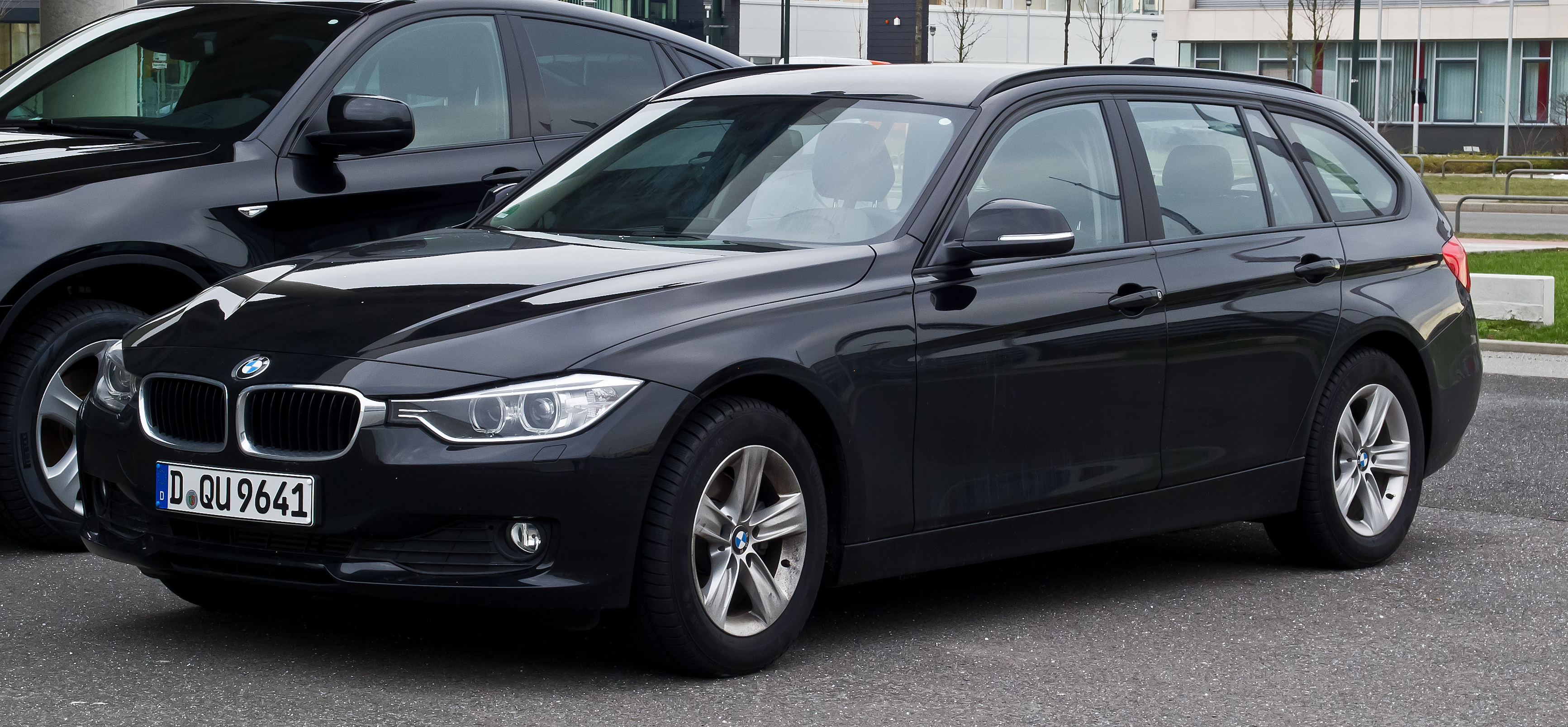
BMW 3 시리즈 투어링(전기형) 정측면
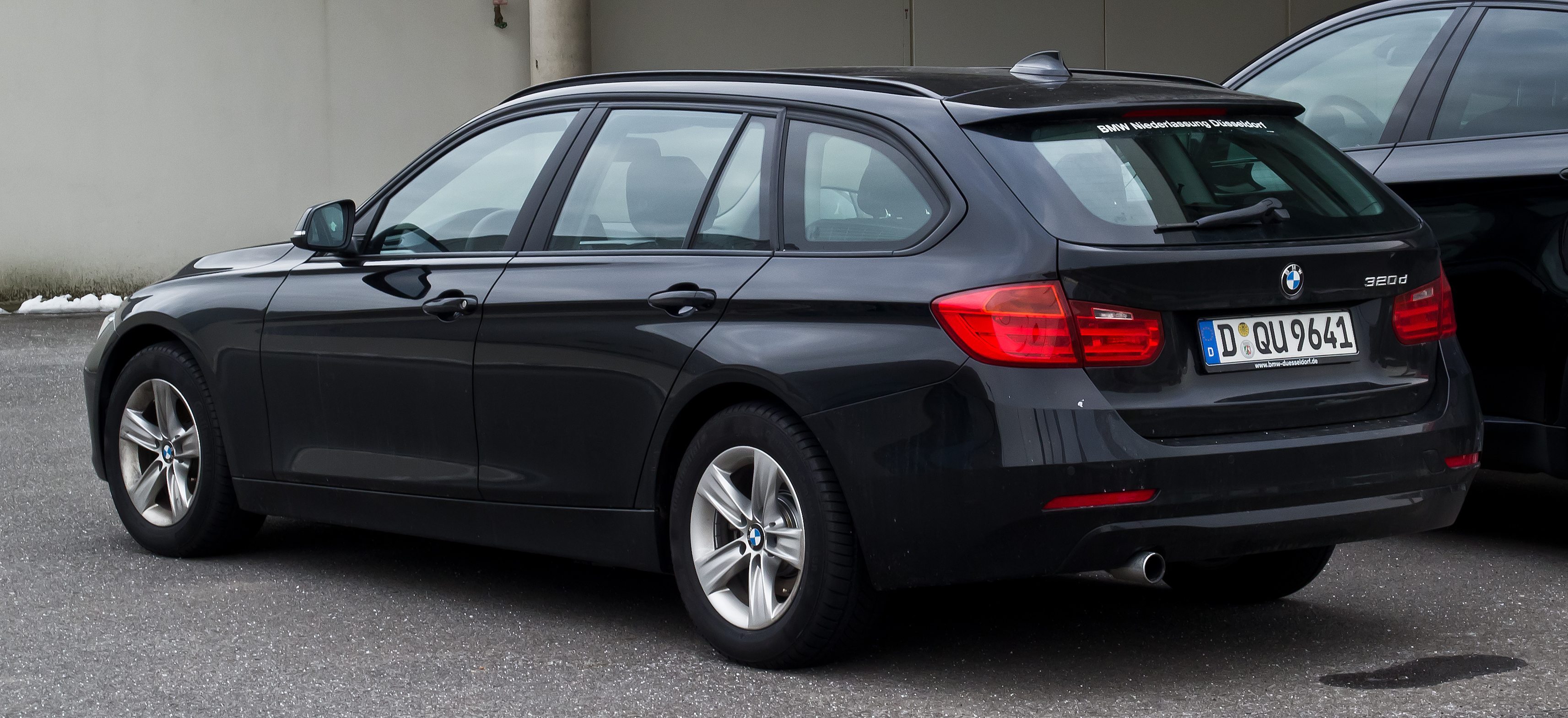
BMW 3 시리즈 투어링(전기형) 후측면

## 7세대(G20/G21)

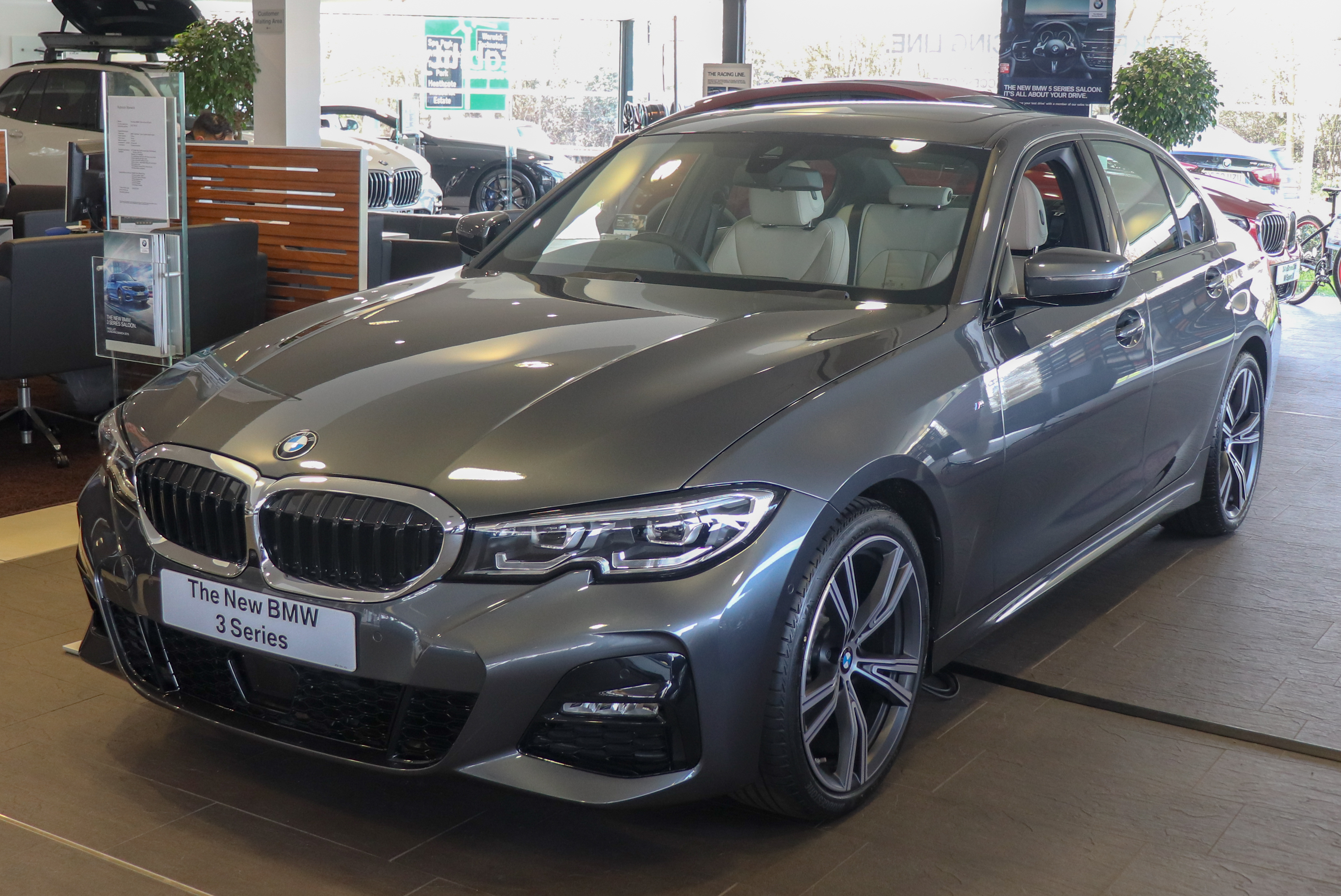

2018년에 파리 모터쇼에서 공개되었다. 대한민국에서는 2019년 5월에 330i, 320d가 먼저 출시되고, M340i, 320i는 하반기에 들여왔다. 이후 왜건 버전인 투어링도 같이 들여왔다.